# Personaggi de L'onore e il rispetto

Da sinistra verso destra: Antonia (Beatrice Galati), Salvatore (Luca Bastoni), Tonio Fortebracci (Gabriel Garko) e Melina Bastianelli (Cosima Coppola).

Questa voce contiene un elenco di personaggi presenti nella serie televisiva italiana L'onore e il rispetto.

## Famiglia Fortebracci

### Antonio "Tonio" Fortebracci
Interpretato da Gabriel Garko (stagioni 1-5). Ragazzo siciliano di bell'aspetto, seducente, fortemente vendicativo, carismatico ed astuto, ma profondamente devoto e leale verso le persone a lui care che siano parenti e amici. Dopo il suicidio del padre e il ricovero in un ospedale psichiatrico della madre (che poi morirà in un incidente) diventa un giovane spietato, violento, arrogante e assetato di potere, ed inizia la sua ascesa criminale compiendo furti o rapine. In breve tempo, grazie al suo intuito e alla capacità di gestire gli affari, entra nelle grazie della mafia divenendone il tesoriere, ma dopo la strage di quasi tutta la sua famiglia a partire da suo fratello Santi e sua cognata Melina, Tonio, desideroso e smanioso di vendetta, si ribella all'organizzazione e, con l'aiuto di Tripolina e della giudice Francesca De Santis con le quali si è alleato, riesce ad eliminare ad uno ad uno tutti i boss della cupola ed i rispettivi figli vendicando i suoi familiari e nel corso della serie non esita mai a punire chiunque osi far del male a coloro a cui lui vuole bene e gli hanno dimostrato sincera amicizia ed aiuto. Successivamente dopo essere entrato in possesso della prestigiosa e ricca azienda Liguorum si ritira in Svizzera con la moglie Carmela, i figli Antonia e Jonathan e il suo migliore e più fidato amico di sempre Ricky. Tuttavia viene trovato e ferito dagli uomini di Ettore De Nicola, suo acerrimo nemico, in una tragica sparatoria che provoca la morte di Carmela e il conseguente trauma di Tonio che perderà la memoria. Finalmente dopo due anni di coma, una volta recuperati tutti i ricordi e travagliate peripezie, riesce finalmente a vendicare la moglie uccidendo Ettore e i suoi uomini ed infine fugge ai Caraibi per ricostruirsi una nuova e serena vita, con la sua famiglia composta da Antonia, Jonathan, Ricky, Giada e Maurice. Durante il corso della storia ha intrattenuto diverse e svariate relazioni, ma le più importanti e significative sono state quelle con le due donne che ha amato di più al mondo e che ha riconosciuto come i grandi amori della sua vita: ovvero la bella Olga e la coraggiosa Carmela (tutt'e e due finite vittime della mafia) dalle quali ha avuto due figli e nell'ultima stagione ritrova l'amore e la pace in Giada, una giovane ribelle che grazie a Tonio riesce anche a disintossicarsi.

### Santi Fortebracci
Interpretato da Giuseppe Zeno (stagioni 1-2). Fratello minore di Tonio, è un uomo energico e determinato, con una fede incrollabile nella giustizia. Dalla personalità onesta e protettiva, dimostra la sua bontà d'animo aiutando Melina dopo la gravidanza rimanendole vicino e innamoratosi di lei, ricambiato, arriva a sposarla divenendo un padre amorevole e presente di Antonia (adottivo) e di Salvatore. Soffre nel sapere che suo fratello Tonio, a cui vuole molto bene, ha scelto la strada del crimine e del sangue, ma nonostante il loro legame è deciso a fermarlo. Le tragedie e le vicissitudini familiari lo hanno indotto a intraprendere la carriera di magistrato e a perseguire il crimine con passione e intransigenza. Così facendo, Santi trascura gli affetti, fino quasi a sacrificare la famiglia sull'altare dell'antimafia. Quando si accorge di aver perduto l'amore di Melina, decide di tornare sui suoi passi, ricongiungendosi con la moglie e la famiglia, ma dopo essere scampato per due volte ad agguati mafiosi, viene ucciso assieme al nipote Nicolas, figlio neonato di Tonio, da Fortunato Di Venanzio sotto gli occhi dell'amata Melina. In seguito Tonio, accecato dal dolore e dalla vendetta, lo vendica uccidendo Saro Ferlito.

### Melina Bastianelli in Fortebracci
Interpretata da Cosima Coppola (stagioni 1-3). Moglie di Santi e cognata di Tonio. Ragazza molto dolce, sensibile e riservata, è la figlia di Don Pippo 'o Calabrese, responsabile della rovina della totale famiglia Fortebracci, e per questo viene disonorata da Tonio, che la seduce ed infine la mette incinta per poi abbandonarla per vendicare la morte del padre. In seguito, dopo la nascita di Antonia, si sposa con Santi, del quale si innamora e con il quale ha un altro figlio, Salvatore. Diventa una madre premurosa e attenta, ma anche più decisa affnchè i suoi innocenti figli non vengano coinvolti nel mondo mafioso di Tonio. Lei e Santi si scontrano spesso a causa del lavoro da magistrato del marito, che impedisce loro di passare del tempo insieme, e per un breve periodo si separano. Santi, dopo essersi ricongiunto con la moglie, viene però ucciso in un attentato mafioso. Dopo la sua morte, Melina soffre terribilmente e dopo un lungo rifiuto dovuto alla rabbia nei suoi confronti si riappacifica con Tonio, che l'aveva salvata da un tentativo di stupro, e progetta di risposarsi con lui per il bene dei suoi due figli. I due scoprono di amarsi, ma anche Melina cade vittima della mafia venendo brutalmente uccisa assieme al figlio Salvatore in un attentato dinamitardo ad opera di Giasone De Nicola, lasciando Tonio in preda al dolore e da solo ad occuparsi e proteggere la figlia Antonia.

### Olga Miglio in Fortebracci
Interpretata da Serena Autieri (stagioni 1-2). Olga è una sofisticata, bella e bionda indossatrice di Torino, nonché primo e grande amore di Tonio. La donna sembra però preferire il fratello minore Santi, ma in seguito lo lascia a causa delle continue pressioni della madre, che la spinge a fidanzarsi con Edoardo Sala, figlio del ricco imprenditore torinese Saverio Sala. Si sposa invece con quest'ultimo, diventandone presto vedova. In seguito, per non essere uccisa dalla mafia che aveva già causato la morte del primo marito, acconsente a sposare Tonio, del quale è attratta segretamente da sempre ma odia con fermezza il suo essere un criminale, e dalla loro passionale relazione nasce un figlio, il piccolo Nicolas. Nella prima puntata della seconda stagione Olga muore tragicamente assieme al futuro marito svizzero Klaus Thorther in un incidente d'auto causato da Rodolfo Di Venanzio, lasciando Tonio con un grande dolore.

### Ersilia Contegno/Romeo, ved. Fortebracci
Interpretata da Virna Lisi (stagione 1). Madre di Tonio e Santi, donna forte e progressista, dopo il suicidio del marito Pasquale impazzisce, sentendosi in colpa per la sua morte, e viene ricoverata in una clinica psichiatrica. Muore investita accidentalmente da un camion durante un tentativo di fuga. Nella quinta stagione Tonio visita la tomba della madre (dove erroneamente viene chiamata "Ersilia Contegno" invece che Romeo) e così facendo ricorda il codice segreto del suo conto in Svizzera. Nell'ultima puntata Tonio menziona i suoi genitori dicendo che da lassù crede siano fieri di lui.

### Pasquale Fortebracci
Interpretato da Gerardo Amato (stagione 1). Padre di Tonio e Santi e marito di Ersilia. Onesto proprietario di un negozio di elettrodomestici di Torino, cade vittima di una truffa ordita dai boss Don Rosario Liberati, Don Pippo 'o Calabrese e il cugino di Ersilia Nino Vitale e, minacciato dal trio, muore suicida, impiccandosi per proteggere la famiglia. Nell'ultima puntata Tonio menziona i suoi genitori dicendo che da lassù crede siano fieri di lui.

### Antonia Fortebracci
Interpretata da Carolina Vinci (stagione 1) e da Beatrice Galati (stagioni 2-5). È la prima figlia di Tonio, nata dalla relazione tra lui e Melina, ma viene riconosciuta e cresciuta da Santi, poiché Tonio non vuole saperne di lei, in quanto nipote di Pippo 'o Calabrese, l'uomo responsabile della morte del padre Pasquale e corresponsabile della morte della madre Ersilia. Ragazza intelligente, affettuosa e tenace, quasi impossibile non affezionarsi a lei, molto amata da Melina e Santi, è una brava sorella maggiore prima col fratello Salvatore e poi con il piccolo Jonathan ed in seguito, dopo alcune vicissitudini capisce che Tonio è in realtà suo padre e tra i due col tempo si istaura un legame fortissimo e Antonia diviene l'unica ragione di vita di Tonio essendo, oltre a lui, l'unica superstite del massacro dell'intera famiglia Fortebracci, e l'uomo farà di tutto pur di tenerla al sicuro. Nella quarta stagione durante l'attentato degli uomini di Ettore, lei e il fratellino Jonathan vengono portati in salvo da Ricky venendo però brutalmente separati dal padre che crederanno per un po' di tempo morto. Durante la quinta stagione si innamora, ricambiata, del coetaneo Maurice che l'aiuta a rintracciare Tonio, finalmente insieme al fratellino e a Ricky, viene riunita al padre nell'ultimo episodio della quinta stagione.

### Salvatore Fortebracci
Interpretato da Luca Bastoni (stagioni 1-3). Figlio di Santi e Melina e fratello di Antonia, sembra avere molta stima dello zio Tonio; muore insieme alla madre in un attentato dinamitardo mafioso ad opera di Giasone De Nicola.

### Don Rocco Fortebracci
Interpretato da Marcello Perracchio (stagione 1). È il nonno di Tonio e di Santi, padre di Pasquale. Non vede di buon occhio sua nuora Ersilia in quanto troppo moderna. Muore nel primo episodio della prima stagione per infarto, lo stesso giorno in cui festeggiava il suo compleanno.

### Nicolas e Jonathan Fortebracci
Sono i figli neonati di Tonio, il primo avuto con Olga e ucciso assieme a Santi in un attentato mafioso ad opera di Fortunato Di Venanzio, l'altro avuto da Carmela e spacciato inizialmente come il figlio del boss italo-americano Tom Di Maggio. Jonathan riesce dopo due anni a reincontrare il padre.

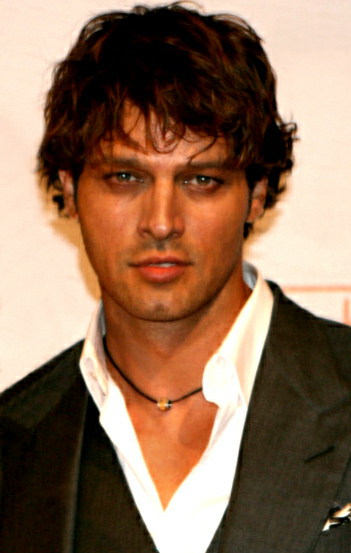
Gabriel Garko ha interpretato Tonio Fortebracci
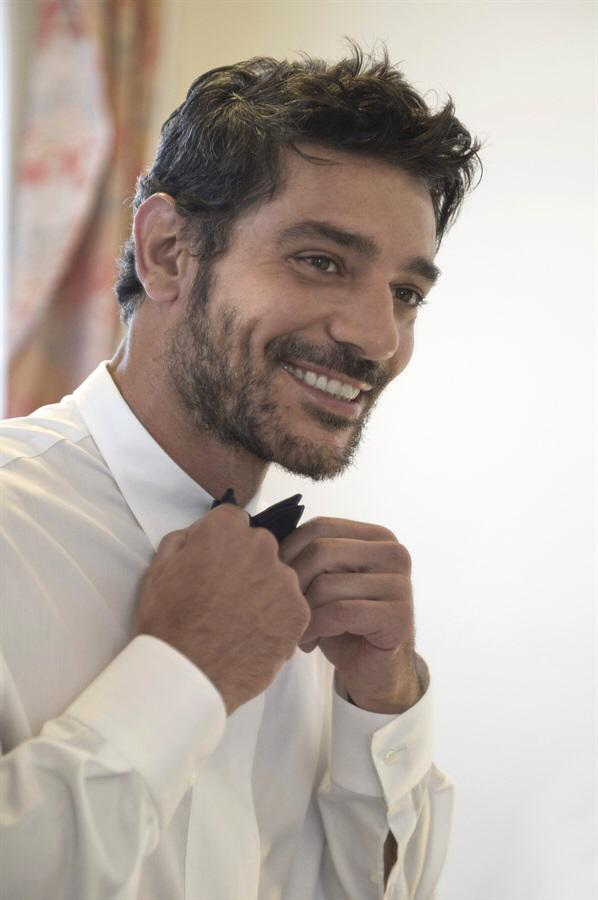
Giuseppe Zeno ha interpretato Santi Fortebracci
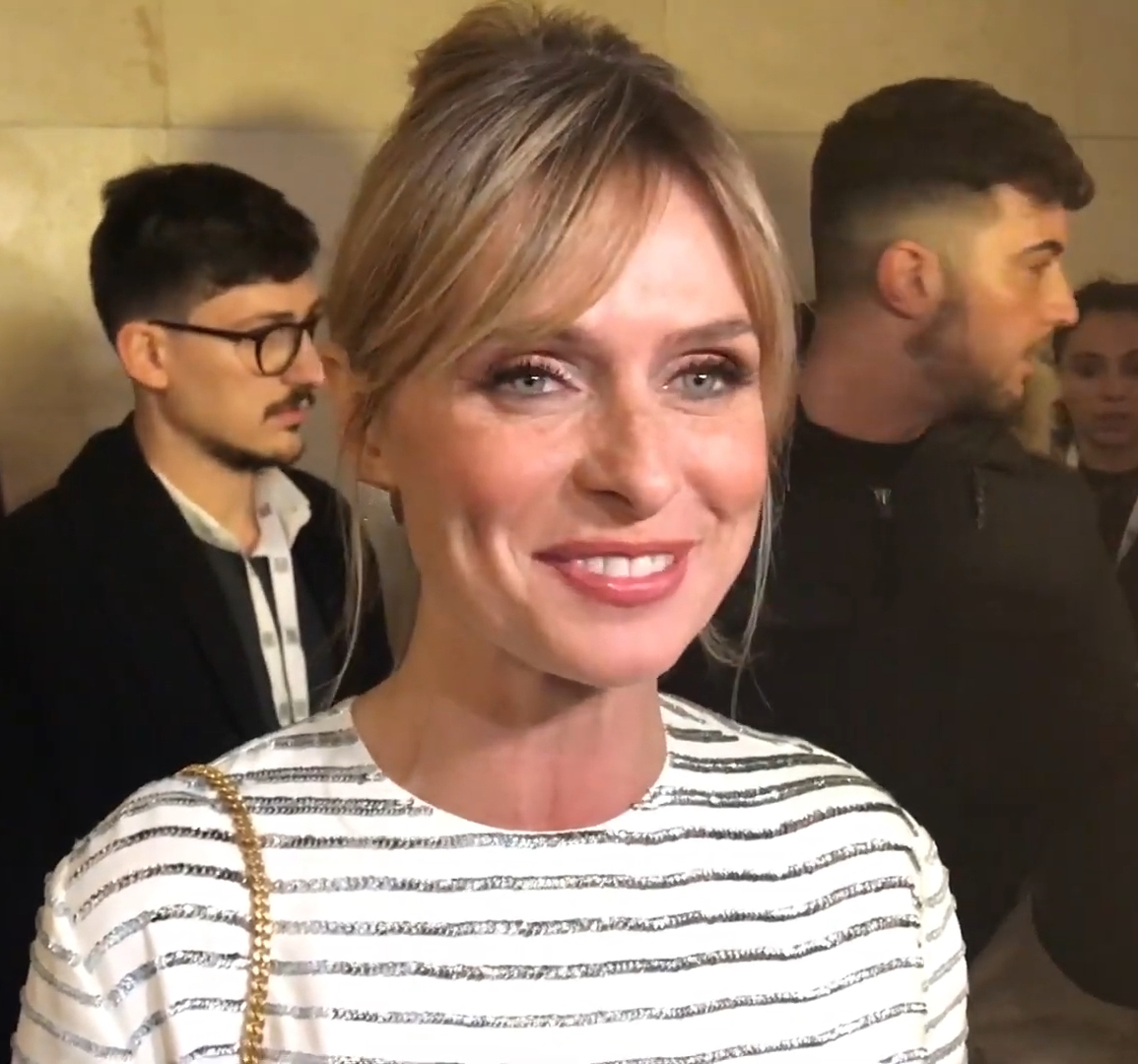
Serena Autieri ha interpretato Olga Miglio
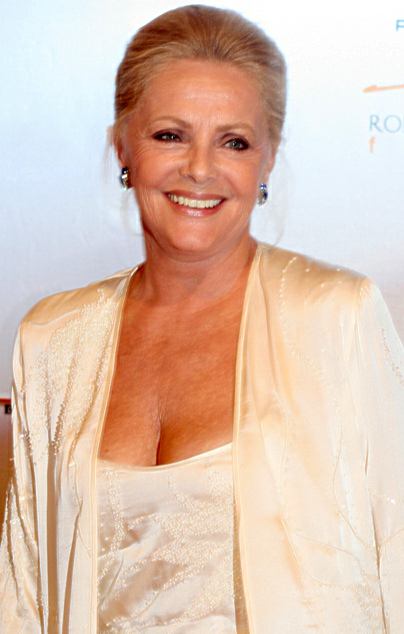
Virna Lisi ha interpretato Ersilia Romeo

## Cosche mafiose

### Famiglia Rocca
- Don Calogero Rocca, interpretato da Pino Caruso (stagione 1), potente boss mafioso che assolda Tonio con lo scopo di sostituirlo a Don Rosario. Ordina la morte del giudice Fortebracci facendo rapire anche la piccola Antonia e per questo viene ucciso da Tonio.
- Donna Rosangela, ved. Rocca, interpretata da Ángela Molina (stagione 2), moglie del boss mafioso Don Calogero, dopo la sua morte medita vendetta nei confronti di Tonio e Santi Fortebracci. Segretamente innamorata di Fred Di Venanzio, Rosangela prende il comando della sua famiglia diventando un fattore importante per la Cupola mafiosa. Dopo la morte dei figli Assunta e Dario fa credere di collaborare con la polizia per farsi uccidere dalle altre famiglie. A ordinare la sua morte è proprio Fred di Venanzio.
- Assunta Rocca, interpretata da Elena Russo (stagione 2), figlia dei coniugi Rocca, odia suo padre per via delle sue attività criminali. In ogni modo tenta di allontanare il fratello Dario dalle famiglie della cosca. Lo scontro con la madre la spinge ad avvicinarsi a Rodolfo Di Venanzio, che punta alla distruzione della famiglia Rocca e di cui diventa amante. Viene uccisa dallo stesso Rodolfo dopo che ha avvertito lo zio Fred della masseria dove era imprigionato Dario.
- Dario Di Venanzio nato Rocca, interpretato da Sergio Arcuri (stagione 2), figlio dei Rocca, è un ragazzo ingenuo, appassionato di musica e dipendente dalla droga. È combattuto tra la sorella Assunta e la madre Rosangela. Muore a causa di un'overdose causato da Ricciotto, uno degli uomini di Rodolfo. In realtà il padre biologico del ragazzo è Don Fred Di Venanzio.

Pino Caruso ha interpretato Don Calogero Rocca
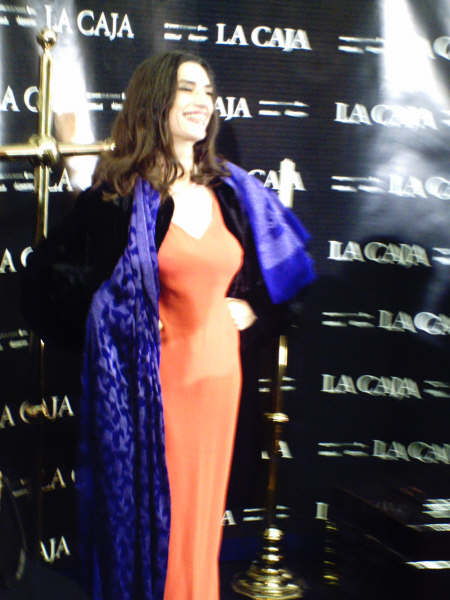
Ángela Molina ha interpretato Rosangela Rocca
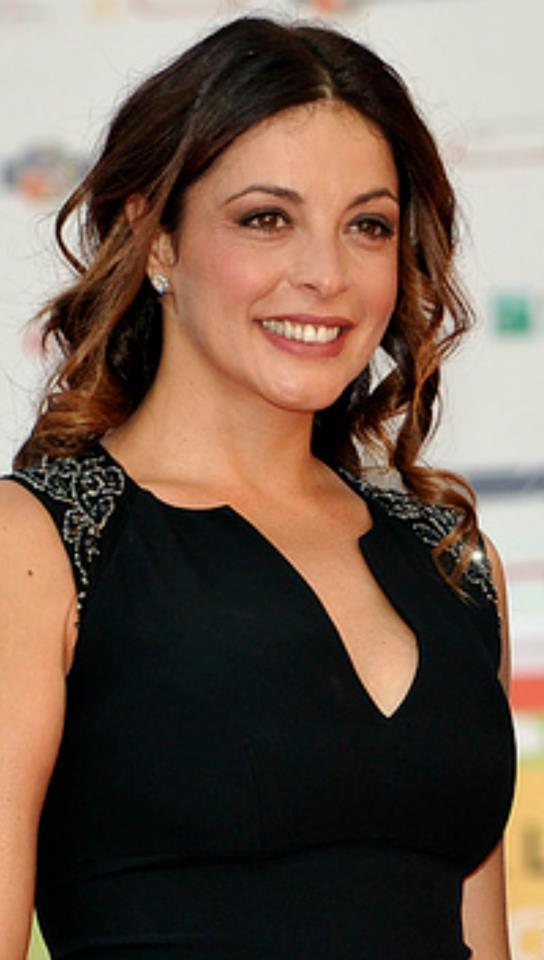
Elena Russo ha interpretato Assunta Rocca

### Famiglia Di Venanzio
- Don Fred Di Venanzio, interpretato da Ben Gazzara (stagione 2), capo della cupola mafiosa. Zio dei Di Venanzio, è innamorato di Rosangela Rocca. Comincia a dare la caccia al nipote Rodolfo, divenuto una mina incontrollabile. Dopo che lo ha catturato, benedice il matrimonio tra Tonio e la nipote Carmela ma muore a causa della sua malattia.
- Rodolfo Di Venanzio, interpretato da Vincent Spano (stagione 2), deciso a conquistare la poltrona principale nella cupola, tenta di ottenere il patrimonio della famiglia Rocca dividendo i figli da Donna Rosangela. È mandante dell'omicidio di Santi e Nicolas Fortebracci e proprio per questo entra in conflitto con la cupola che cerca in ogni modo di bloccarlo. Dopo aver provocato involontariamente la morte di Dario e aver materialmente ucciso Assunta, viene catturato dallo zio Fred, ma si suicida gettandosi in mare da una rupe davanti agli occhi di Tonio Fortebracci.
- Fortunato Di Venanzio, interpretato da Gabriele Rossi (stagioni 2-3), fratello minore di Rodolfo e Carmela, è l'esecutore materiale dell'omicidio di Santi e Nicolas Fortebracci, tenta di uccidere Tonio che l'ha scoperto. Divenuto padrino, stupra ed uccide la povera Venere De Nicola. Viene decapitato dalla Tripolina, madre di Venere, per vendicare la figlia.
- Carmela Di Venanzio, ved. Fidemi, Di Maggio e Li Causi, interpretata da Laura Torrisi (stagioni 2-4), sorella di Fortunato e Rodolfo è una ragazza bella, dolce e sincera. Si innamora di Tonio Fortebracci con il quale vivrà un'intensa e appassionata storia d'amore e vive con orrore la presenza del fratello Rodolfo che da quando lei aveva undici anni la stupra. La ragazza ottiene l'aiuto dello Zio che la libera del suo acerrimo nemico. Quando Tonio lo uccide, Carmela si ritiene tradita e lascia il Fortebracci (ormai divenuto il nuovo padrino). Alcuni mesi dopo, i due si rincontrano e cedono alla loro forte passione, ma proprio la mattina seguente il fratello della ragazza, Fortunato, viene trovato decapitato. Carmela sospetta subito di Tonio, giura vendetta e fugge in America, dove fingendosi incinta di Tom Di Maggio, fa giurare al boss di uccidere Tonio. I due dopo molte peripezie si riappacificheranno e si sposeranno e insieme a Ricky, Antonia, Jonathan e la zia Maria tentano di costruirsi una nuova vita. Incinta del secondogenito di pochi mesi di Tonio, morirà tragicamente assieme alla zia Maria per mano dei sicari di Ettore de Nicola e di Lino Li Causi. Viene infine vendicata da Tonio che uccide Ettore.
- Maria Di Venanzio, interpretata da Mariella Lo Sardo (stagioni 3-4), sorella di Fred e zia di Carmela che si occupa del bambino quando Carmela è stata ferita durante l'attentato tenutogli da Jennifer. Morirà con Carmela nell'ultima puntata della quarta stagione, per mano dei sicari di Don Lino Li Causi e di Ettore De Nicola.

Ben Gazzara ha interpretato Fred Di Venanzio
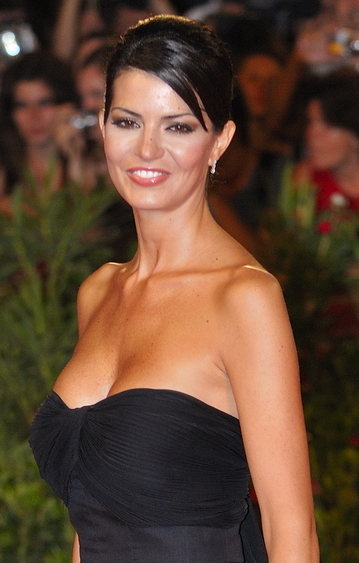
Laura Torrisi ha interpretato Carmela Di Venanzio

### Famiglia Mancuso
- Don Gaetano "Tano" Mancuso, interpretato da Mario Cordova (stagione 3), capo della cupola dopo la morte di Don Fred Di Venanzio, è il padre di Fulvio, uno degli stupratori di Venere e per questo lui e la sua famiglia verranno segregati in casa e schiavizzati dalla Tripolina. Dopo la morte del figlio Fulvio impazzirà e sterminata tutta la sua famiglia ed infine la Tripolina per poi uccidersi.
- Donna Rosalia Mancuso, interpretata da Rosa Pianeta (stagione 3), moglie di Don Tano e madre di Patrizio, Santina e Fulvio, ed alla morte del figlio Fulvio sarà costretta a fare da serva per conto della Tripolina. Viene uccisa dal marito alla fine della terza stagione.
- Patrizio Mancuso, interpretato da Liborio Natali (stagione 3), figlio maggiore di Don Tano e di Rosalia, laureato in medicina, anche lui viene ucciso dal padre come il resto della famiglia.
- Santina Mancuso, interpretata da Federica De Cola (stagione 3), unica figlia femmina di Don Tano e di Rosalia, promessa sposa di Ciccio Patrono. Viene uccisa dal padre alla fine della terza stagione.
- Fulvio Mancuso, interpretato da Domenico Balsamo (stagione 3), figlio minore di Don Tano e di Rosalia, stupratore di Venere De Nicola , proprio per questo viene ucciso da Ettore De Nicola, il figlio della Tripolina nel giorno del matrimonio di Santina (nella terza stagione) per vendicare la sorella.

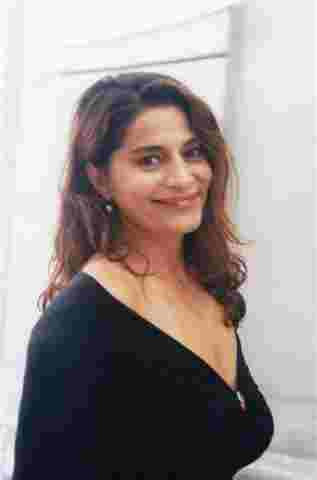
Rosa Pianeta ha interpretato Rosalia Mancuso

### Famiglia Ferlito
- Don Saro Ferlito, detto 'u Burattinaio, interpretato da Toni Bertorelli (stagione 3), anziano e potente boss mafioso in pensione; è colui che ha autorizzato l'omicidio di Santi Fortebracci e di Alma Vinci e quando era ancora in attività, era al di sopra della cupola mafiosa. Viene utilizzato da Tonio per inserirsi al centro della Cupola italo-americana. Dopo essere diventato il nuovo Padrino in Sicilia, Tonio lo uccide vendicando il fratello e il figlio.
- Billy Ferlito, interpretato da Carmelo R. Cannavò (stagione 3), nipote di Don Saro, piccolo trafficante di droga, viene ammazzato da Tonio davanti agli occhi dello zio.
- Jennifer O'Neill, interpretata da Giulia Rebel (stagioni 3-4), è fidanzata di Billy Ferlito e amante del figlio di Tom Di Maggio. Incaricata da Di Maggio di uccidere Tonio, viene smascherata e comunica allo stesso che Fortebracci è diventato il nuovo Padrino. Ucciderà Tom Di Maggio per ordine di Lee e salverà Tonio. Morirà per mano di Carmela Di Venanzio che le sparerà.

### Famiglia De Nicola
- Concetta De Nicola, detta Tripolina, interpretata da Giuliana De Sio (stagione 3), è una donna determinata e vendicativa, madre di cinque figli e prostituta. Alla morte della figlia Venere avvenuta per mano di Fortunato Di Venanzio e di altri figli dei padrini mafiosi, accecata dalla rabbia, organizza la sua sanguinosa vendetta, supportata da Tonio che si allea con lei e in parte da Francesca De Santis. Decapita uno ad uno gli assassini di Venere aiutata dai figli e segrega in casa la famiglia Mancuso. Muore per mano di Don Tano, ma serena poiché è riuscita a compiere la sua vendetta. Nella quinta stagione Ettore la visita in cimitero, dicendo a Rosalinda che lei e la sorella sono le uniche donne che abbia amato.
- Ettore De Nicola, interpretato da Valerio Morigi (stagioni 3-5), figlio primogenito di Tripolina. Vendicativo come la madre, ma molto opportunista e sanguinario, supporta la madre nella vendetta per Venere, la sua preziosa sorella minore, e dopo la fuga dal carcere e in seguito alla morte della madre continua ad aumentare la propria influenza diventando il nuovo Padrino dopo la cattura di Tonio. Intraprende nella quinta stagione una relazione sentimentale con la bella e forte Rosalinda Scianna ed inizierà una terribile guerra con Tonio per il possesso della droga, ma viene infine ucciso da quest'ultimo per vendicare la sua famiglia.
- Giasone De Nicola, interpretato da Giulio Forges Davanzati (stagione 3), figlio secondogenito di Tripolina ed assassino di Melina e Salvatore, viene ucciso dal fratello Paride per vendicare la morte di Erminia.
- Paride De Nicola, interpretato da Federico Maria Galante (stagione 3), figlio terzogenito di Tripolina. Ragazzo buono in contrasto con la sua famiglia e i fratelli.
- Erminia Mannino, interpretata da Viola Velasco (stagione 3), prostituta e fidanzata di Paride. Viene uccisa da Giasone.
- Venere De Nicola, interpretata da Rosalinda Cannavò (stagione 3), innocente figlia dellaTripolina è una bellissima ragazza, molto dolce e sensibile all'oscuro delle attività criminali della sua famiglia. Viene sedotta ed attirata con l'inganno da Fortunato Di Venanzio che alla fine insieme ai figli dei capocosca, stupra ed uccide la povera ragazza. Verrà ferocemente vendicata dalla madre Tripolina e dai fratelli Ettore e Giasone.
- Patroclo De Nicola, interpretato da Christian Roberto (stagione 3), quintogenito di Tripolina. Viene dato in adozione dalla giudice De Santis.

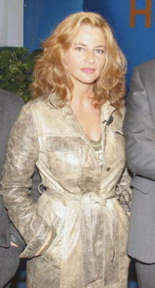
Giuliana De Sio ha interpretato Concetta De Nicola
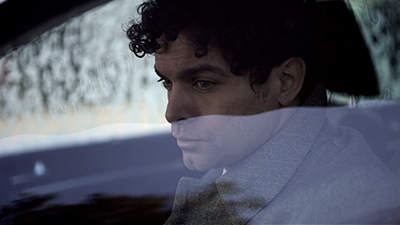
Valerio Morigi ha interpretato Ettore De Nicola

### Famiglia Salice
- Vincenzo Salice, interpretato da Ennio Coltorti (stagione 4), è il capostipite della famiglia Salice e fratello da parte di madre della Tripolina. Viene arrestato per abusi sulla figlia Andra e violenza sulla moglie Fania.
- Fania Salice, interpretata da Barbara De Rossi (stagione 4), è la moglie di Enzo e cognata della Tripolina. Aiuta la piccola Antonia Fortebracci a fuggire dalla prigionia.
- Everaldo Salice, interpretato da Daniele Amendola (stagione 4), figlio maggiore dei coniugi Salice e cugino dei De Nicola. Rapisce Carmela Di Venanzio per ordine del cugino Ettore e viene per questo ucciso da Tonio.
- Cesare Salice, interpretato da Gioacchino Cappelli (stagione 4), secondo figlio dei Salice. Rapisce Carmela Di Venanzio per ordine del cugino Ettore e viene per questo ucciso da Tonio.
- Giuseppe "Peppe" Salice, interpretato da Nunzio Giuliano (stagione 4), figlio minore dei Salice. Aiuta la madre a far fuggire la sorella Andra e Antonia Fortebracci.
- Andra Salice, interpretato da Maristella Burchietti (stagione 4), unica figlia femmina di Vincenzo e Fania che soffre di disabilità mentale. Viene violentata e messa incinta dal padre.

Ennio Coltorti ha interpretato Vincenzo Salice
Barbara De Rossi ha interpretato Fania Salice

### Famiglia Di Maggio
- Thomas "Tom" Di Maggio, interpretato da Eric Roberts (stagioni 3-4), Padrino di New York e socio di Billy Ferlito nel traffico della droga, sposa Carmela Di Venanzio e le promette di vendicare la morte del fratello Fortunato uccidendo Tonio, ma nel tentativo di compiere ciò, viene mitragliato da Jennifer per ordine del figlio Lee.
- Leonard "Lee" Di Maggio, interpretato da Cristopher Leoni (stagioni 3-4), figlio di Tom e amante di Jennifer, è innamorato di Carmela e intuisce che il suo è un inganno ai danni del padre. Odia il padre per aver sposato Carmela e ne ordina la morte, incaricando Jennifer di ucciderlo. Dopo la morte di Jennifer, uccisa da Carmela, quest'ultima gli impone di allearsi con lei e non mettersela contro. Lee però scopre che il figlio di Carmela non è di Tom, bensì di Tonio Fortebracci, e lo riferisce a Don Lino Li Causi che non gli crede, ormai invaghito perdutamente di Carmela. Dopo aver cercato di uccidere il piccolo Jonathan, Don Lino lo uccide proprio davanti a Carmela.

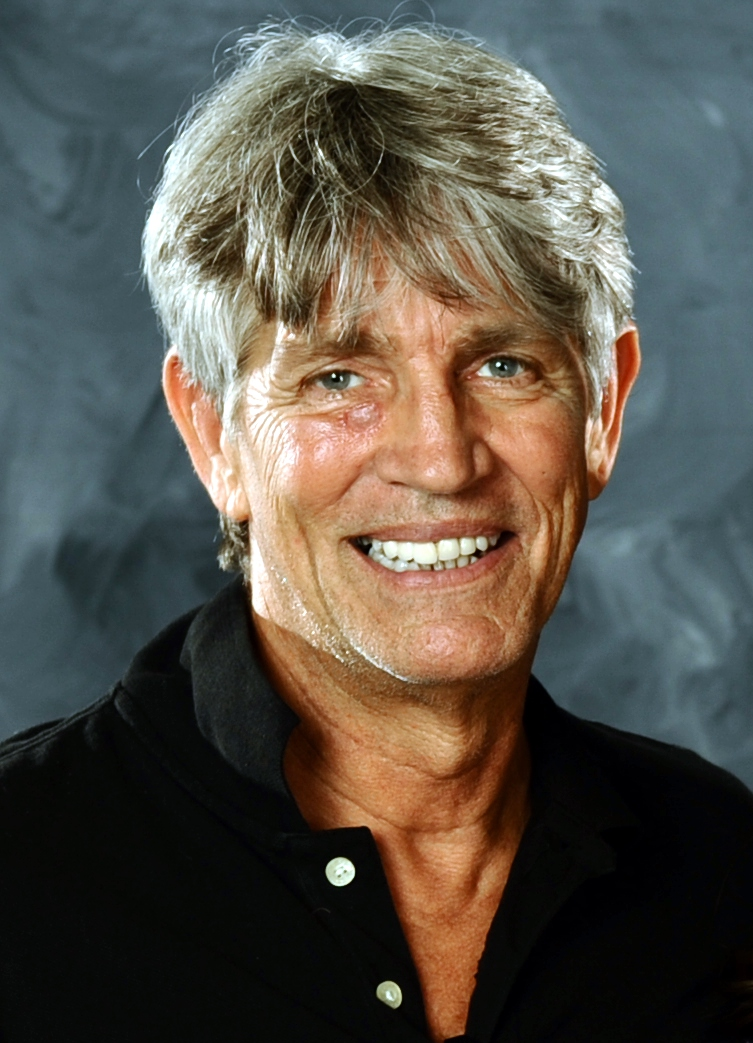
Eric Roberts ha interpretato Tom Di Maggio

### Famiglia Giordano
- Dante Giordano, interpretato da Massimo Venturiello (stagione 4), capostipite della famiglia Giordano che vorrebbe prendere il posto di Tonio Fortebracci come padrino. Ha una relazione con Nelly. Intraprenderà una guerra con Tonio ed ucciderà il figlio Michele insieme a Nelly e Daniele per la loro omosessualità . Verrà torturato e ucciso dalla moglie Maria Pia, per vendicare l'uccisione del figlio.
- Maria Pia Giordano, interpretata da Lina Sastri (stagione 4), è la moglie di Dante. Il suo figlio preferito è Michele, e quando scopre che è stato ucciso per la sua omosessualità, stermina tutti i responsabili della sua morte, ovvero il marito Dante, l'altra figlia Vincenzina, Lamberto e Angelo Mirti.
- Michele Giordano, interpretato da Thyago Alves (stagione 4), figlio maggiore dei Giordano, sempre dalla parte della mamma. Ha una relazione segreta con Daniele Mirti, fidanzato della sorella. Verrà ucciso proprio dal padre, insieme a Daniele e Nelly.
- Vincenzina Giordano, interpretata da Anna Ferraioli (stagione 4), perfida figlia minore dei Giordano, sempre dalla parte del padre. È fidanzata con Daniele Mirti; ignora la relazione amorosa segreta che vi è fra Daniele e suo fratello Michele. Verrà uccisa dalla madre, quando quest'ultima scoprirà che è complice dell'omicidio di Michele.

Massimo Venturiello ha interpretato Dante Giordano
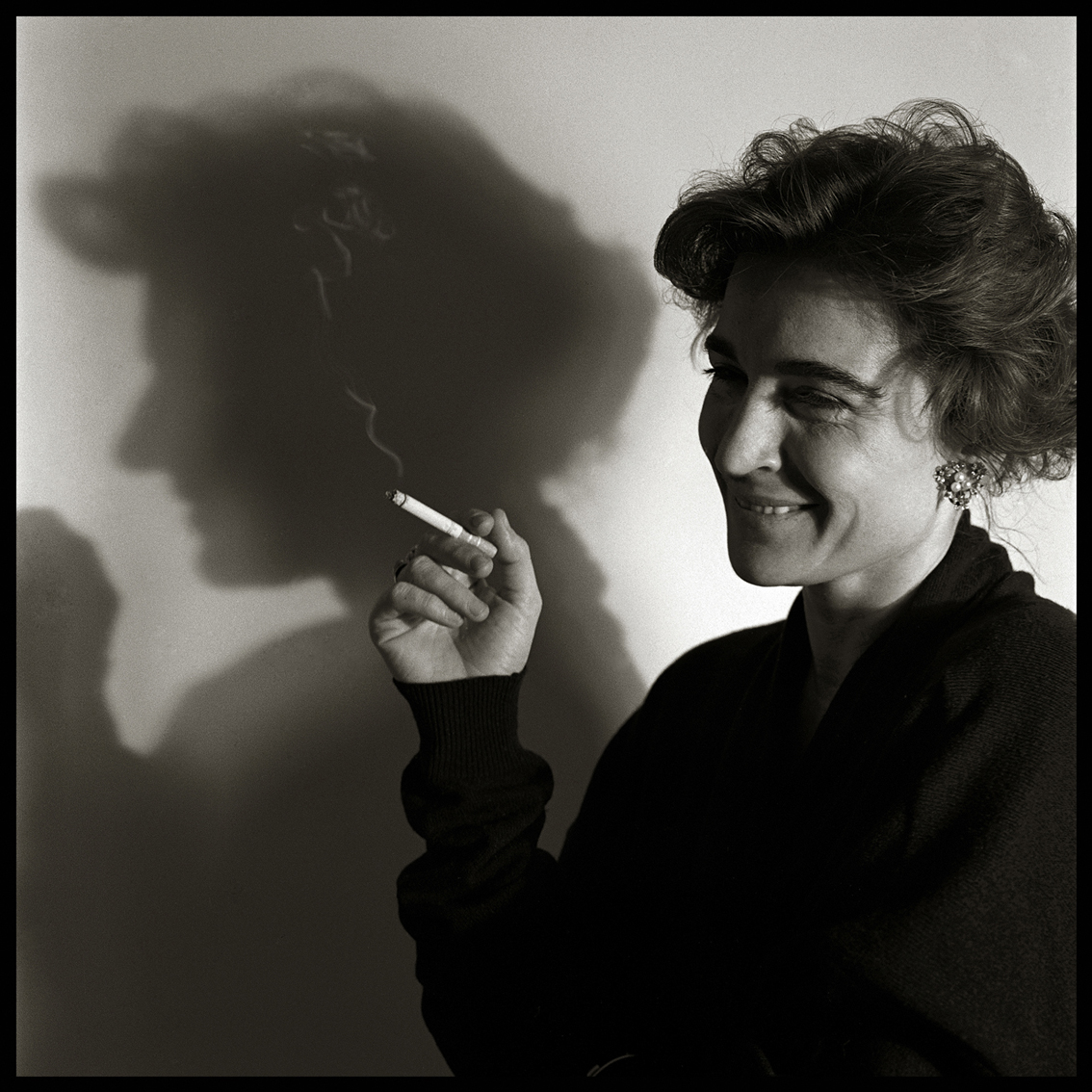
Lina Sastri ha interpretato Maria Pia Giordano

### Famiglia Scianna-Trapanese
- Procuratore Egidio Trapanese, interpretato da Gilberto Idonea (stagione 2-5), procuratore di Sirenuse, principale antagonista di Giulio Donelli e Francesca De Santis, cerca in ogni modo di nascondere le responsabilità di Cosa Nostra negli omicidi che sconvolgono la cittadina. Da sempre servitore della cupola, continua a servire Tonio Fortebracci, quando diviene il nuovo Padrino, ma poi lo tradisce alleandosi con Ettore De Nicola e diventando il nuovo padrino. Viene infine colpito da un ictus e costretto alla sedia a rotelle per il resto della sua vita.
- Rosalinda Scianna, interpretata da Giulia Petrungaro (stagione 5), nipote del procuratore Trapanese. Ragazza bella e determinata che vuole continuare il suo percorso di studi, rifiuta fermamente il matrimonio combinato con il conte Felice Minniti impostogli dallo zio, in segno di ribellione alle pressioni della madre e volendo a tutti i costi la sua indipendenza, si innamora di Ettore De Nicola, arrivando a lavorare per Cosa Nostra. Dopo la morte di Ettore Rosalinda, furiosa, riesce inizialmente a manipolare la mafia di New York per eliminare la contessa Minniti e vendicare il suo amato, ma una volta scoperta e ritenuta responsabile della morte di Egidio, viene alla fine uccisa.
- Ida Trapanese in Scianna, interpretata da Lucia Sardo (stagione 5), sorella del procuratore Trapanese e madre di Rosalinda.
- Giuseppe "Peppe" Scianna, interpretato da Alfredo Pea (stagione 5), padre di Rosalinda, succube della moglie Ida e del cognato Egidio.
- Gabriella Scianna, interpretata da Ilaria Iannuzzi (stagione 5), ingenua sorella di Rosalinda, si fidanza con il conte Felice Minniti al posto di quest'ultima, ma il fidanzamento viene annullato quando i rapporti fra la contessa e Rosalinda si incrinano.

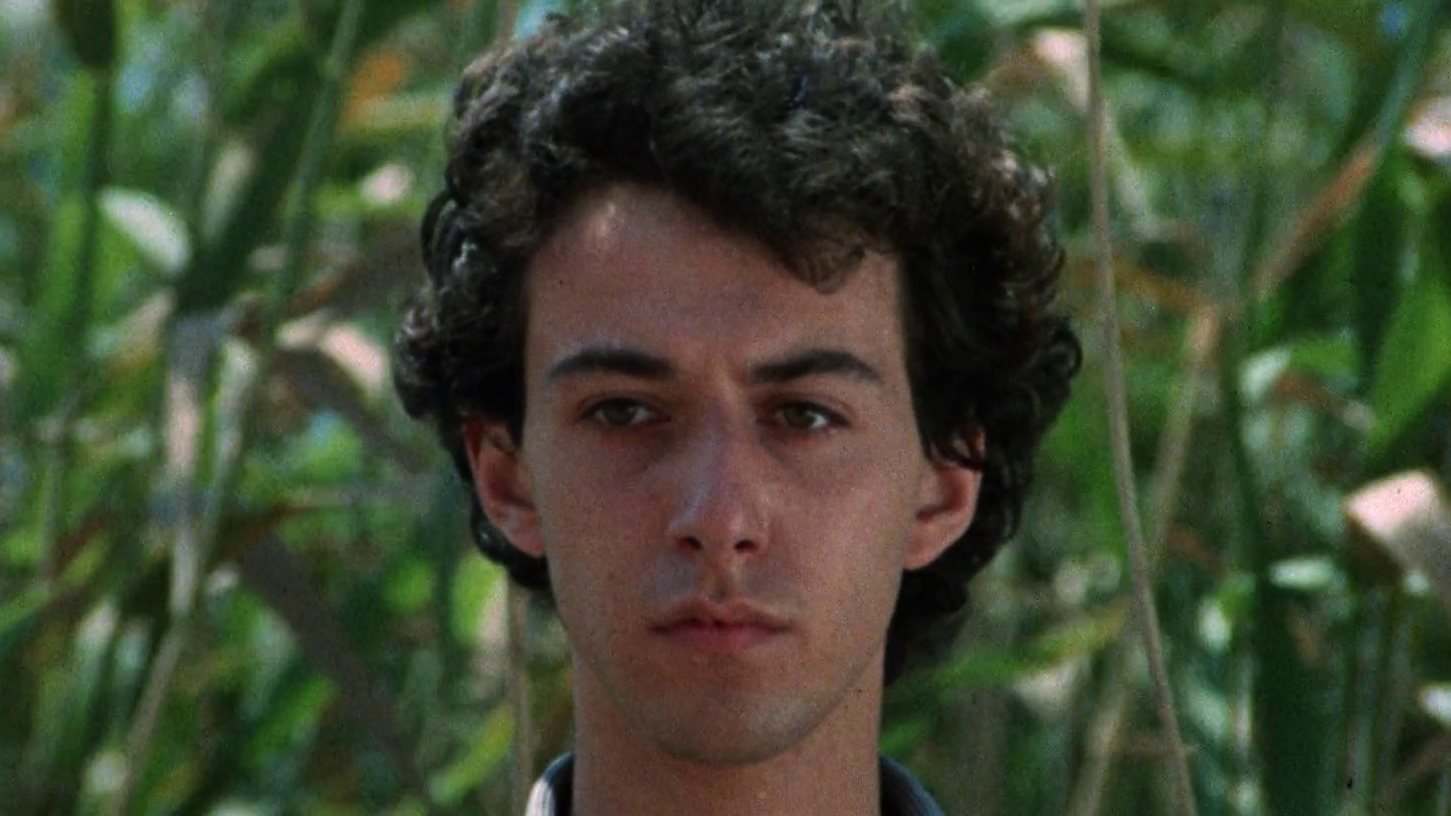
Alfredo Pea ha interpretato Giuseppe Scianna

### Famiglia Minniti
- Contessa Adriana, ved. Minniti, interpretata da Lisa Gastoni (stagione 5), Dapprima in affari con il Procuratore Trapanese, il Cavaliere Amato, il Sindaco Lepore ed il Ministro Cusano nell'affare della raffineria, in seguito si alleerà con Ettore De Nicola e Rosalinda contro Trapanese, ma poi li tradirà causando involontariamente la morte di Ettore. Viene uccisa infine da Rosalinda e dagli uomini della mafia americana per vendicare la morte di Egidio Lo Pizzo e di De Nicola.
- Conte Felice Minniti, interpretato da Alessandro Fella (stagione 5), nipote della contessa Minniti, promesso sposo di Rosalinda. Viene infine ucciso da Rosalinda e dagli uomini della mafia americana per vendicare Ettore ed Egidio Lo Pizzo

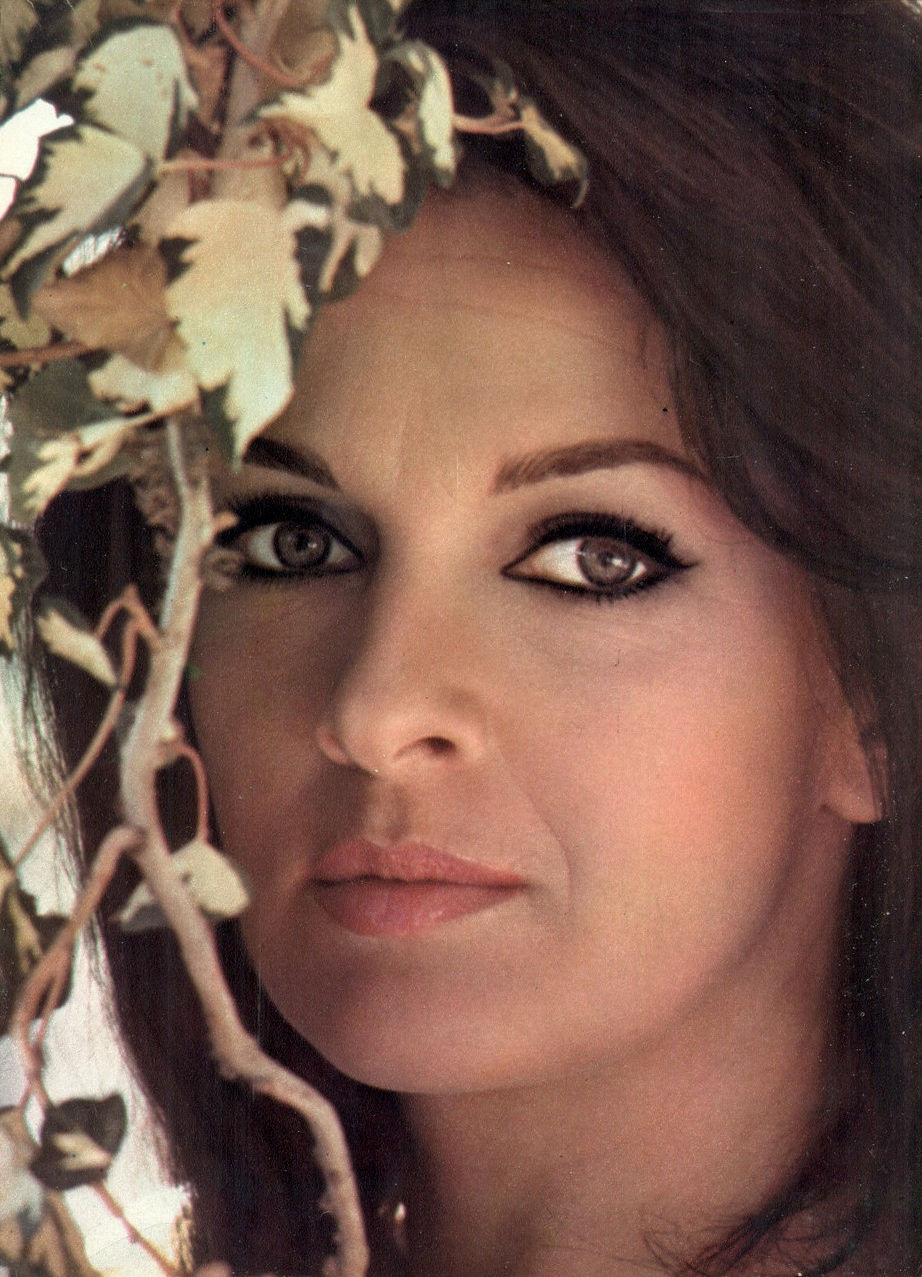
Lisa Gastoni ha interpretato Adriana Minniti

### Famiglia Cusano
- Luigi Cusano, interpretato da Mattia Sbragia (stagione 5) È un politico italiano corrotto con contatti con il Vaticano e con la criminalità organizzata  e, non per niente, è conosciuto da molti boss siciliani. Cusano entra in affari con la Contessa Minniti, sua amica d'infanzia, e il procuratore Trapanese con la scusa dell'apertura di una raffineria per coprire i suoi loschi traffici. Infine Tonio Fortebracci lo convince a pentirsi. In seguito si suicida dopo l'assassinio della moglie e dopo aver messo al sicuro la figlia Giada.
- Chantal Le Fleur in Cusano, interpretata da Bo Derek (stagione 5), moglie del ministro Cusano, avrà una breve relazione con Tonio. Scoperti i traffici del marito, essendo a conoscenza di troppe cose, viene fatta sbranare da un cane di proprietà del killer Osvaldo, per ordine del commissario Rocchi e di un'eccellenza in Vaticano.
- Giada Cusano, interpretata da Ol'ga Šutieva (stagione 5), Bellissima figlia problematica di Luigi e Chantal Cusano. Fragile e ribelle in tutto e tra le altre cose assume droga, bisognosa di attenzioni, fino a quando incontra il bel Tonio del quale si innamora, ricambiata, che più volte la protegge e la salva e con il quale infine fuggirà in Svizzera dopo essere stata internata a forza dai nemici del padre in una clinica psichiatrica. Infine si nasconde e si sposa ai Caraibi con Tonio con il quale inizierà una nuova vita insieme ai figli, a Ricky e a Maurice, il fidanzato di Antonia.

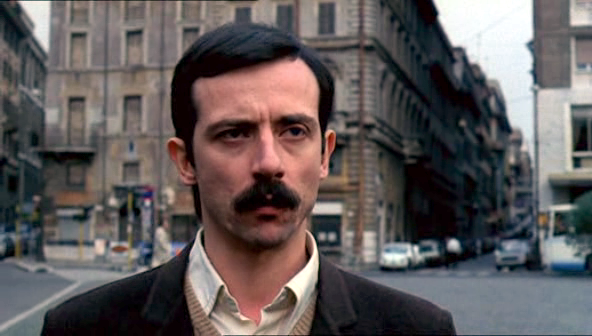
Mattia Sbragia ha interpretato Luigi Cusano
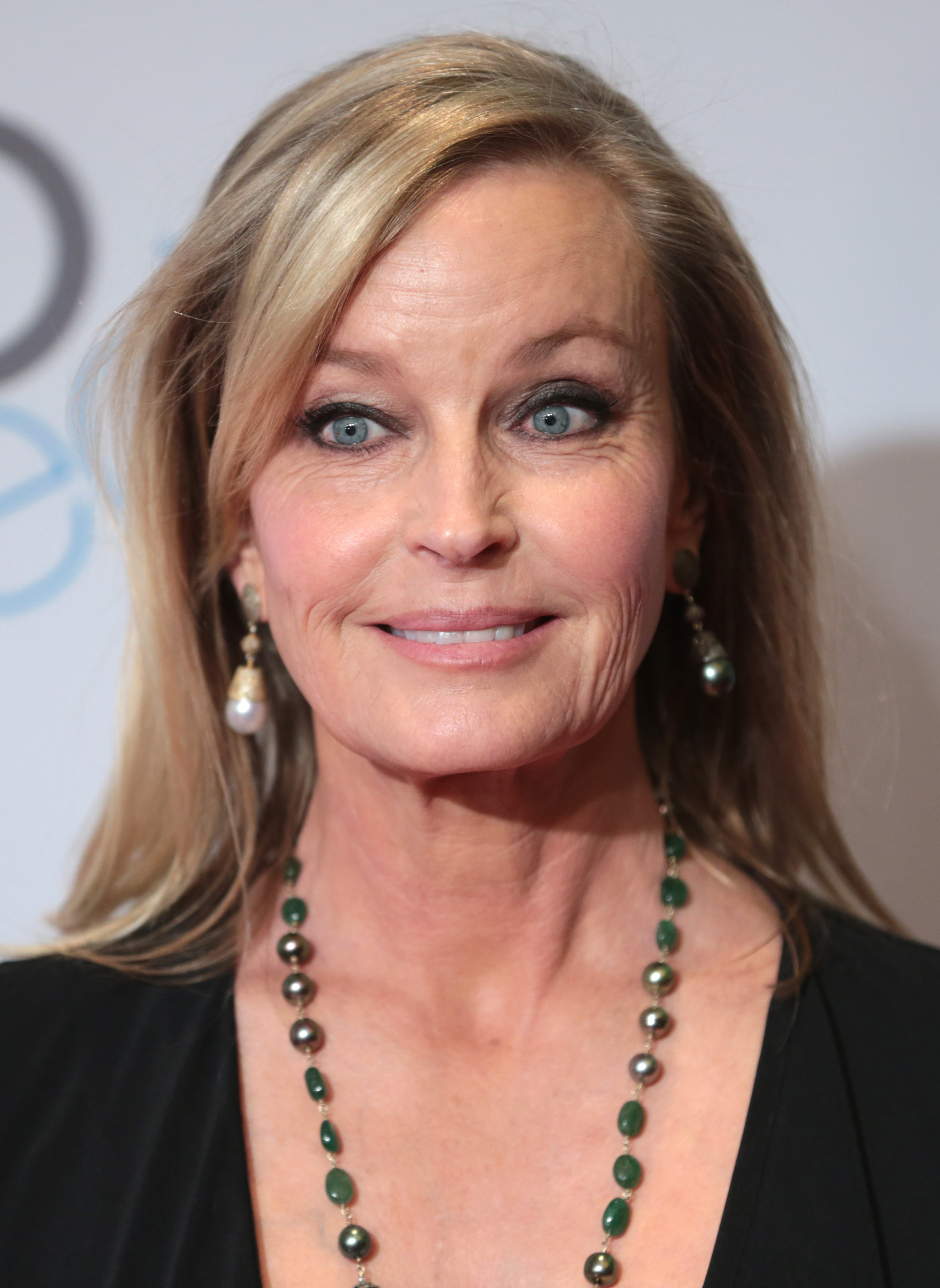
Bo Derek ha interpretato Chantal Le Fleur in Cusano

### Altre famiglie e affiliati
- Don Giuseppe Bastianelli, detto Pippo 'o Calabrese, interpretato da Giancarlo Giannini (stagione 1), padre di Melina, è un potente malavitoso e anche il principale responsabile della truffa ordita ai danni di Pasquale Fortebracci. Viene ucciso su ordine di Don Rosario simulando un suicidio.
- Don Rosario Liberati, interpretato da Luigi Maria Burruano (stagioni 1-2), boss mafioso responsabile del fallimento del negozio della famiglia Fortebracci e del suicidio di Pasquale. Arrestato da Santi, decide di collaborare con la giustizia e viene ucciso da Fortunato Di Venanzio, su ordine del fratello e su consiglio di Donna Rosangela per evitare di sgominare Cosa Nostra.
- Saruzzo, interpretato da Roberto Micale (stagione 1), è il killer di fiducia di Don Calogero, è lui a strangolare l'imprenditore Saverio Sala e tenta di uccidere anche Olga. Viene ucciso da Tonio nell'ultimo episodio.
- Karim il libanese, interpretato da Antonio Campobasso (stagione 2), narcotrafficante in affari con Rodolfo Di Venanzio, viene arrestato in uno scontro a fuoco con la polizia.
- Beniamino, interpretato da Paul Sorvino (stagione 2), guardia del corpo della famiglia Rocca, viene incaricato da Fred Di Venanzio di uccidere Donna Rosangela, la quale ha fatto credere di volersi costituire, omicidio che Beniamino compie a malincuore. Viene infine ucciso con l'inganno da Fortunato Di Venanzio.
- Vituzzo Cangemi, interpretato da Enzo Curcurù (stagione 2), scagnozzo di Rodolfo Di Venanzio, viene arrestato dopo un'operazione di polizia e decide di diventare collaboratore di giustizia, ma viene ucciso in carcere dalla sorella Mimì, per ordine della cupola.
- Avvocato Vasile, interpretato da Sebastiano Lo Monaco (stagione 2), avvocato al servizio di Donna Rosangela, viene ucciso da Fortunato Di Venanzio su ordine del fratello.
- Don Fabrizio Romeo, interpretato da Costantino Carrozza (stagioni 2-3), capo cosca insieme a Mancuso, Di Venanzio, Veneziani e Patrono. Si suicida dopo la morte del figlio.
- Don Nino/Nunzio Patrono, interpretato da Mario Pupella (stagioni 2-3), è uno dei capo cosca insieme a Mancuso, Di Venanzio, Veneziani e Romeo. È lui che detiene l'esplosivo usato per i vari attentati. Viene ucciso insieme al figlio Ciccio da Tonio per vendicare la morte della sua famiglia.
- Francesco "Ciccio" Patrono, interpretato da Matteo Liofredi (stagione 3), unico figlio di Don Nunzio è uno degli stupratori di Venere ed è il promesso sposo di Santina Mancuso, viene ucciso da Tonio assieme al padre per vendicare la morte della sua famiglia.
- Don Luigi Veneziani, interpretato da Michele Gammino (stagione 3), è uno dei capo cosca insieme a Mancuso, Di Venanzio, Patrono e Romeo. Dopo aver ucciso la giudice Francesca De Santis, è a sua volta ucciso da Tonio per vendicarla.
- Vito Veneziani, interpretato da Vittorio Aparo (stagione 3), figlio di Don Luigi, stupratore di Venere. Viene ucciso e decapitato da Tonio per dare un messaggio alla Tripolina.
- Luca Romeo, interpretato da Alessandro D'Amore (stagione 3), figlio di Don Fabrizio e stupratore di Venere, viene ucciso da Ettore per vendicare la sorella.
- Arthur Lo Bello, interpretato da Paolo Persi (stagione 3), killer della mafia. Socio di Billy Ferlito. Viene ucciso da Tonio, quando rivale al boss Don Saro Ferlito che, Arthur era una spia e aveva venduto Tonio ai federali.
- Azouz, interpretato da Emad Ibrahim (stagione 3), mafioso e trafficante turco arriva in Sicilia insieme a Billy Ferlito.
- Don Pasquale "Lino" Li Causi, interpretato da Burt Young (stagione 4), è un boss mafioso italo-americano che si alleerà con Carmela Di Venanzio, ma dopo l'abbandono di quest'ultima ne ordina la morte, inviando dei sicari nella villa di Zurigo in cui soggiornano i Fortebracci. Nella quinta stagione si scopre che è stato ucciso da Ettore De Nicola per ordine di Trapanese, e gli è stata addossata la colpa per il presunto omicidio di Tonio e della sua famiglia, favorendo così la scalata dei due ai vertici della cupola di Sirenuse.
- Don Salvo Lo Pizzo, interpretato da Giuseppe Cascella (stagione 4) e da Franco Graziosi (stagione 5), uno dei boss mafiosi americani più potenti. Alla morte del nipote Egidio si alleerà con Rosalinda per potersi vendicare, ma quando scoprirà che ad uccidere il nipote è stata lei ne ordinerà la morte.
- Egidio Lo Pizzo, interpretato da Nitto Flores (stagioni 4-5), il nipote del boss americano Don Salvo, suo zio lo manderà in Italia per riprendersi la loro droga. Verrà infine ucciso da Rosalinda per poter incolpare del delitto Felice Minniti.

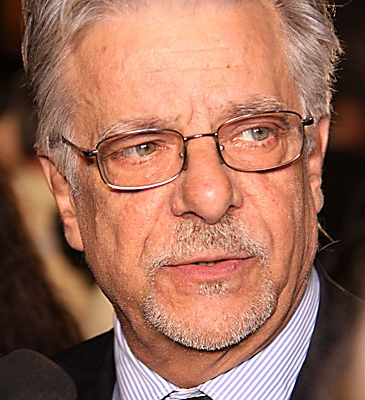
Giancarlo Giannini ha interpretato Don Giuseppe Bastianelli detto Pippo 'o Calabrese
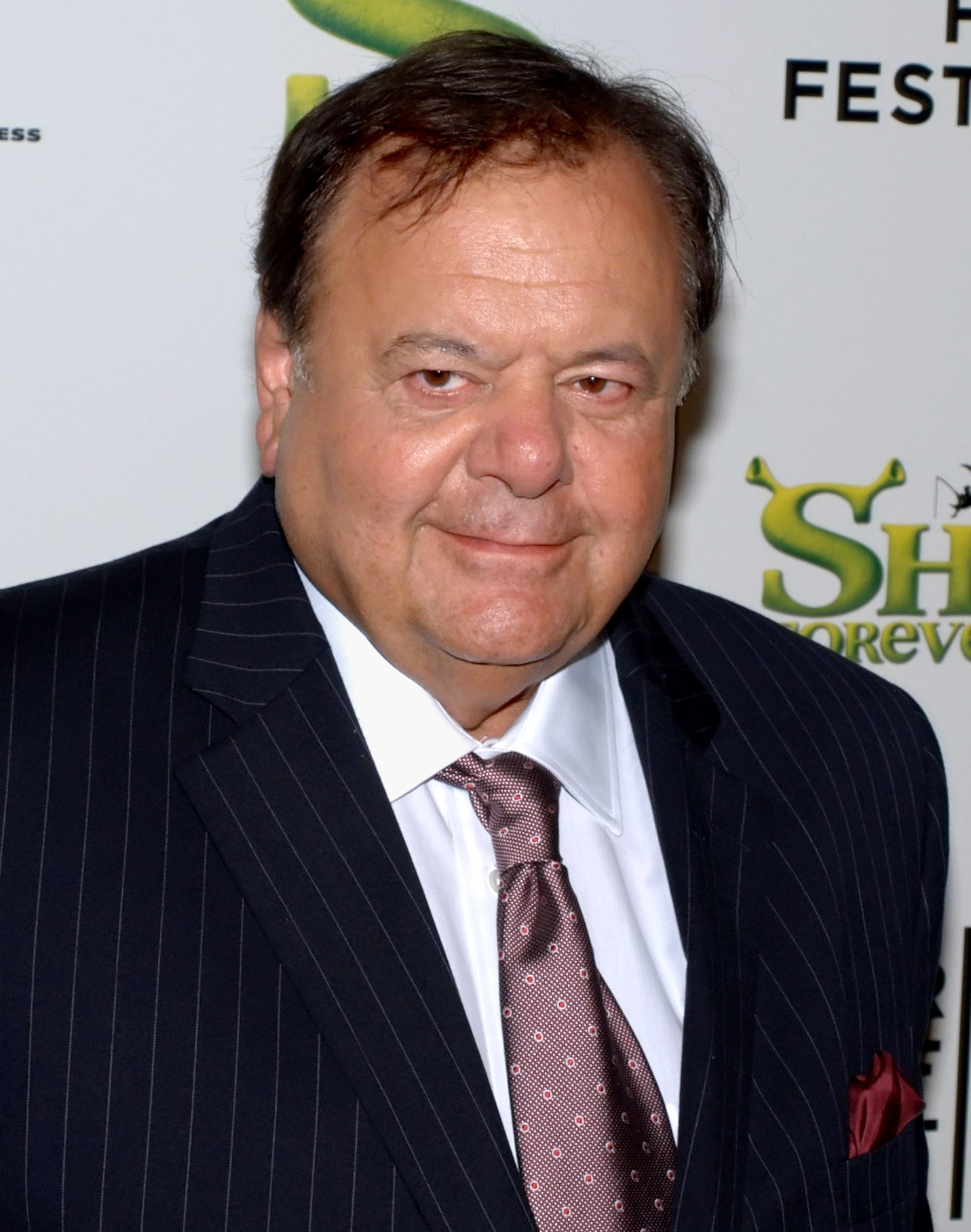
Paul Sorvino ha interpretato Beniamino
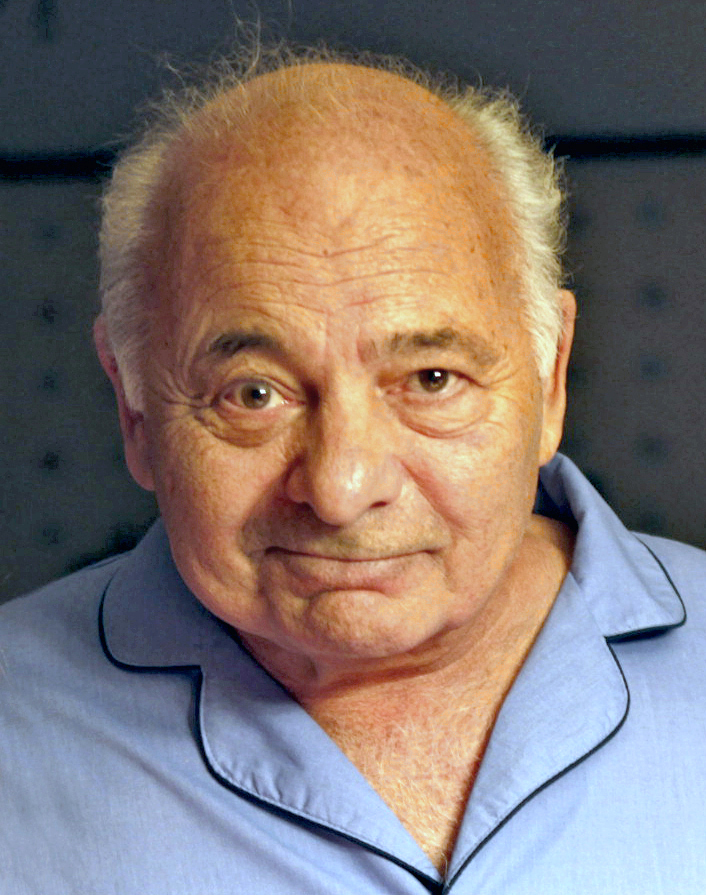
Burt Young ha interpretato Lino Li Causi

## Altri personaggi

### Prima stagione
- Nella, interpretata da Manuela Arcuri (stagione 1), amica di Melina e alleata di Tonio, finisce in carcere dopo aver ferito il patrigno che l'aveva violentata e messa incinta. Una volta fuori inizia a lavorare per Tonio e dopo aver ritrovato suo figlio dato in adozione decide di rapirlo. Per ottenere i soldi necessari ricatta Don Rosario Liberati ma viene investita e uccisa da Micky.
- Michele "Micky" Rapaci, interpretato da Renato Marotta (stagione 1), uno dei migliori amici di Tonio, alla fine della prima stagione lo tradisce per conto del boss Don Rosario Liberati e uccide Nella, venendo a sua volta assassinato da Tonio.
- Riccardo "Ricky" Milazzo, interpretato da Cristiano Pasca (stagioni 1-5), migliore amico e braccio destro di Tonio, a lui sempre fedele, infatti non esita mai ad aiutarlo e a sostenerlo. Insieme a Tonio e Mickey inizia una vita di crimine ma sogna di diventare un cantante. Nella quarta stagione continua ad aiutare Tonio ma viene torturato da Ettore De Nicola. Quando Ettore provoca un terribile attentato, per salvarli, fugge in Svizzera con Antonia e Jonathan dopo l'attacco a villa Fortebracci. Nel corso dei due anni a venire, in nome della lealtà e dell'amicizia verso Tonio si prende cura dei suoi due figli Antonia e Jonathan ma in seguito, con gioia e sorpresa, scopre che il suo vecchio e più caro amico è ancora vivo. Nella scena finale della serie ritrova Tonio che lo ringrazia per la sua amicizia e fedeltà. Si trasferisce ai Caraibi insieme a Tonio e alla sua famiglia.
- Dupont, interpretato da Urs Remond (stagione 5), è il banchiere a Lugano in Svizzera. Diventerà in seguito nemico di Tonio una volta scoperta la sua vera identità.
- Padre Luigi, interpretato da Gianfranco Barra (stagione 1), sacerdote predecessore di padre Raffaele.
- Giulia, interpretata da Tiziana Lodato (stagione 1), è una prostituta detta Sicilia Bella, amica di Tonio.
- Giovanni "Nino" Vitale, interpretato da Antonio Giuliani (stagione 1), cugino di Ersilia, viene ucciso da Tonio per vendicare la morte dei genitori, essendo implicato nella truffa ordita ai danni del padre Pasquale.
- Maria, interpretata da Silvia De Santis (stagione 1), compagna di cella e fidanzata di Nella.
- Pina, interpretata da Guia Jelo (stagione 1), madre di Nella e Assuntina, continuamente molestata da suo marito.
- Assuntina, interpretata da Emanuela Birocchi (stagione 1), sorella minore di Nella.
- Vincenzo, patrigno di Nella, interpretato da Gianni Parisi (stagione 1), è il patrigno di Nella, viene accoltellato da Nella dopo averla stuprata ma sopravvive. Si rivede un'ultima volta al processo dove viene assolto dall'accusa di stupro grazie alla falsa testimonianza della moglie.
- Ippolito Squisito, interpretato da Paolo Ricca (stagione 1), è un direttore di banca che ricicla i soldi della mafia, è lui a convincere l'imprenditore Sala ad accettare i soldi di Don Rosario Liberati. Dopo essere stato arrestato sfugge a un attentato mafioso e decide di entrare nel programma protezione testimoni.
- Signora Miglio, interpretata da Lidia Biondi (stagione 1), madre di Olga, impone alla figlia di sposare Edoardo Sala.
- Avvocato Politi, interpretato da Pino Micol (stagione 1), prestigioso avvocato, padre di Cesare, assume Santi nel suo studio legale. Gli affida una causa di bancarotta fraudolenta di Cipriani, vincendola, il testimone-chiave è corrotto, e Politi ne era al corrente e il processo era una farsa e viene minacciato così da Santi di denunciarlo.
- Cipriani (stagione 1), è un banchiere, che viene ricattato da Tonio con delle foto scandalistiche e lo convince ad aiutarlo nel mercato immobiliare.
- Senatore Galimberti, interpretato da Gianni De Lellis (stagione 1), assiduo frequentatore della casa di appuntamenti gestita da Nella, viene ricattato da Tonio per l'appalto per la costruzione di un ospedale. si dimette dalla sua carica e diventa collaboratore di giustizia per via delle pressioni del procuratore Donelli.
- Saverio Sala, interpretato da Stefano Davanzati (stagione 1), facoltoso imprenditore e primo marito di Olga Miglio, muore assassinato dalla mafia.
- Edoardo Sala, interpretato da Attilio Fontana (stagione 1), figlio di Saverio ed ex fidanzato di Olga.
- Cesare Politi, interpretato da Giovanni Scifoni (stagione 1), è il compagno di Santi nei tempi in cui facevano i militari.
- Jenny, interpretata da Adriana Russo (stagione 1), fidanzata di Nino Vitali.
- Amante di Tonio, interpretata da Isabella Orsini (stagione 1), una delle tante amanti che ha Tonio a Mascalucia.
- Rosy, interpretata da Stefania Graziosi (stagione 1), moglie del testimone-chiave della causa di bancarotta fraudolenta di Cipriani.

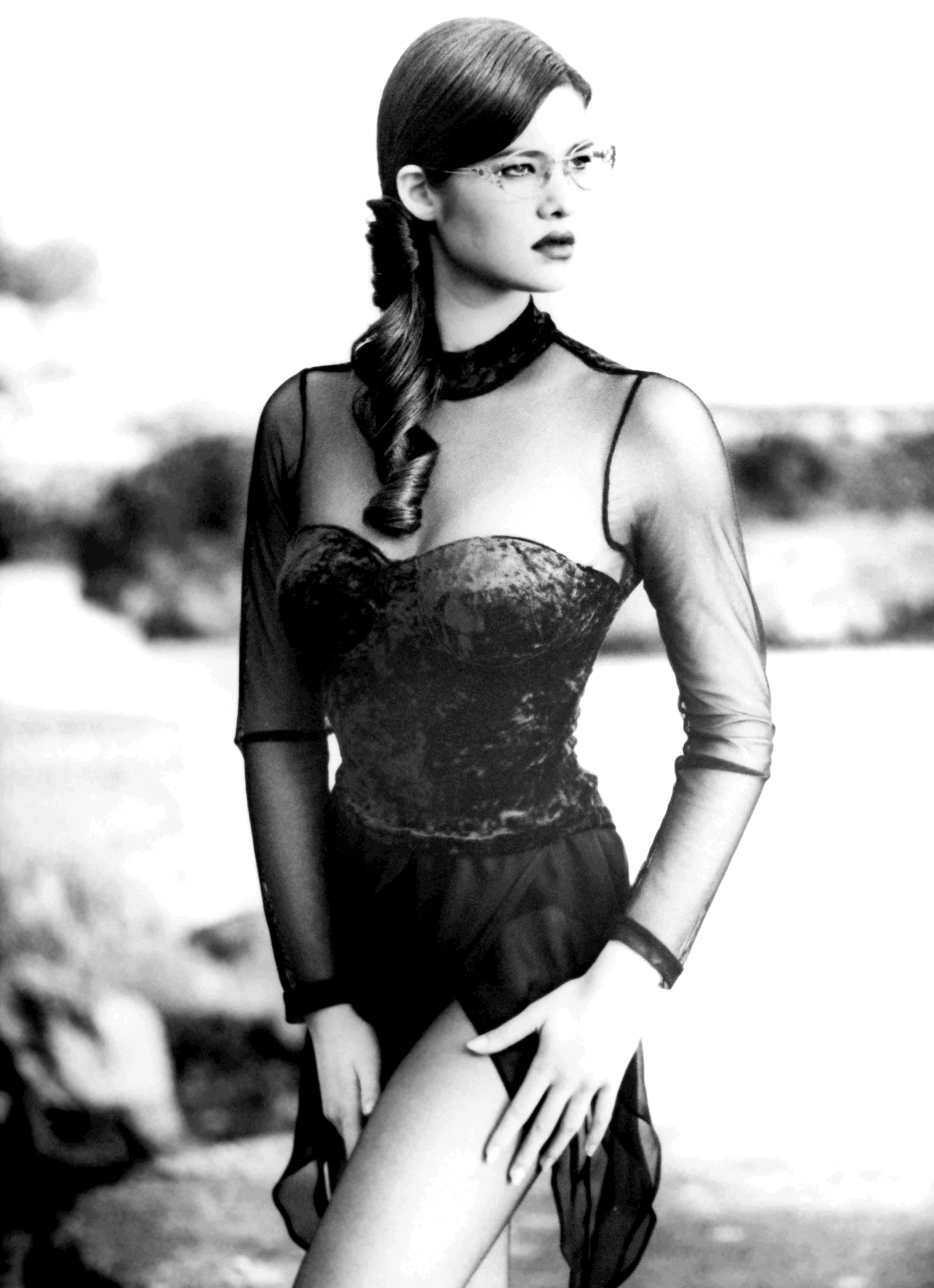
Manuela Arcuri ha interpretato Nella
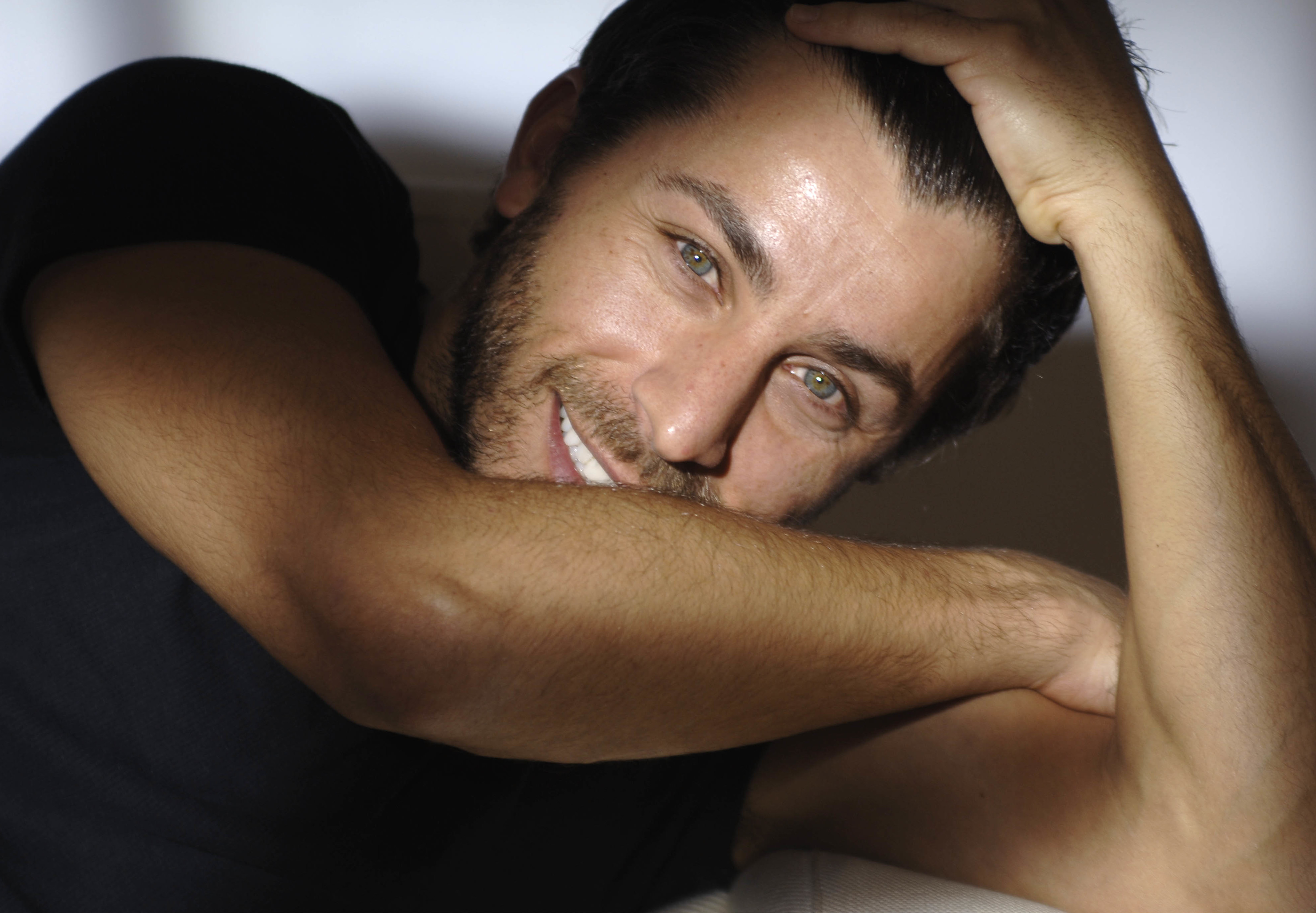
Renato Marotta ha interpretato Michele Rapaci detto Micky
Antonio Giuliani ha interpretato Giovanni "Nino" Vitale
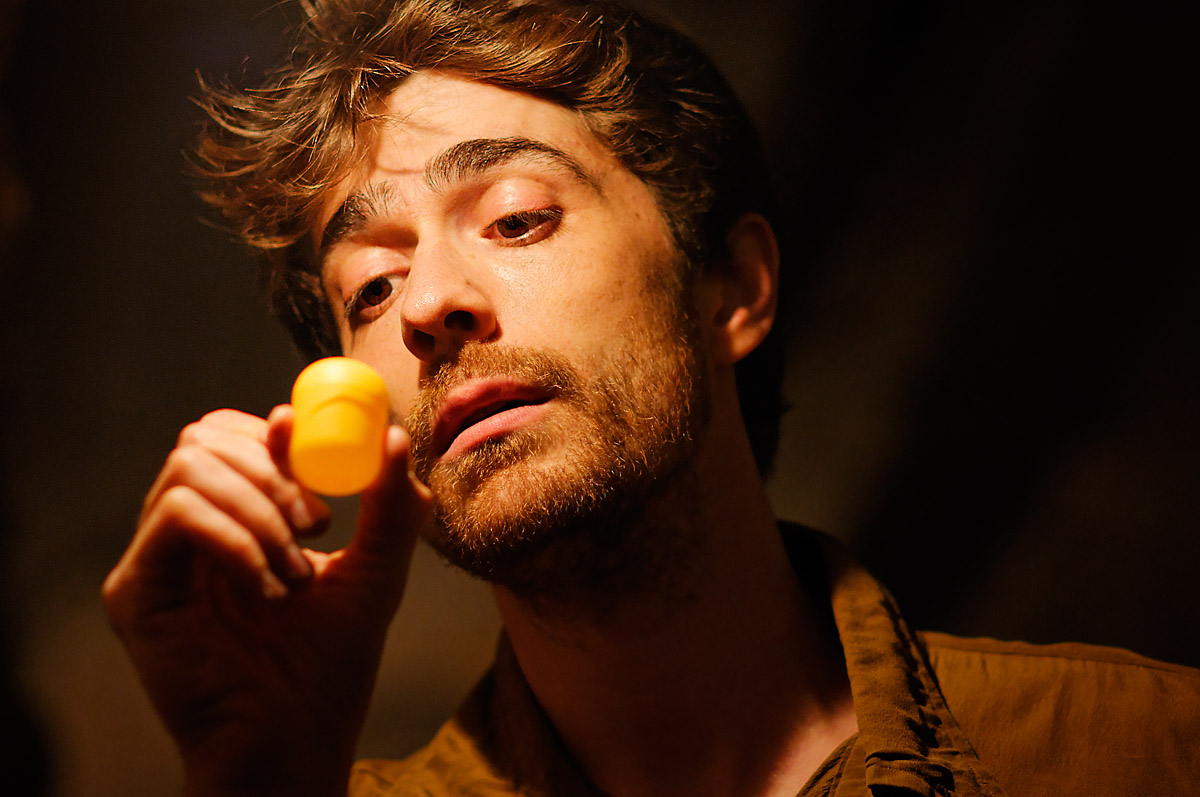
Giovanni Scifoni ha interpretato Cesare Politi

### Seconda stagione
- Padre Raffaele, interpretato da Davide Lorino (stagioni 2-5), è il nuovo sacerdote, successore di don Luigi e caro amico di Tonio. Aiuterà quest'ultimo a ricongiungersi con la sua famiglia.
- Klaus Thorter, interpretato da Tobias Hoesl (stagione 2), è il banchiere fidanzato di Olga Miglio dopo la presunta morte di Tonio, muore in un incidente stradale con Olga.
- Alma Vinci, interpretato da Valeria Milillo (stagione 2), giornalista alleata di Santi Fortebracci, viene uccisa assieme a quest'ultimo da Fortunato Di Venanzio.
- Emilio Fidemi, interpretato da Giampiero Cicciò (stagione 2), è un medico omosessuale, costretto a sposare Carmela e poi ucciso da Rodolfo Di Venanzio per aver tentato di avvelenarlo.
- Rita Fidemi, interpretata da Lucia Guzzardi (stagione 2), è l'anziana madre del dottor Fidemi. Viene uccisa da Rodolfo Di Venanzio insieme al figlio.
- Mario Vascello, interpretato da Gabriele Greco (stagione 2), è un lontano cugino di Melina, viene ucciso a pugni da Tonio dopo aver tentato di stuprare la donna.
- Mimì Cangemi, interpretata da Valentina Persia (stagione 2), è una prostituta e sorella di Vituzzo, ospita il clan di Rodolfo Di Venanzio nel suo bordello.
- Zia Rosa Maresco, interpretata da Nellina Laganà (stagione 2), zia di Melina.
- Ricciotto, interpretato da Giancarlo Boccia (stagione 2), scagnozzo del clan Di Venanzio. Viene arrestato insieme a Karim.
- Tommasino, interpretato da Carlo Marchetti (stagione 2), affiliato dei fratelli Di Venanzio, innamorato segretamente di Carmela. Viene ucciso da Rodolfo dopo che l’ha scoperto con la sorella.
- Domestica di Olga, interpretata da Veronica Bruni (stagione 2), viene corrotta da Klaus per scoprire i movimenti di Olga, e nel frattempo estorce soldi anche a Olga.
- Virginia, interpretata da Rasa Kulyte (stagione 2), prostituta di Mimì. Viene ingaggiata dal clan Di Venanzio prima a sedurre Tonio, in carcere e poi Dario Rocca, che lo invita a ballare e gli da la droga, portandolo quasi all’overdose. Viene rapita dalla famiglia Rocca ma poi viene liberata.
- Rocco, interpretato da Massimiliano Grassia (stagione 2), è un picciotto del clan Di Venanzio, è buono, e viene spesso preso in giro perché è sordomuto. Si affeziona a Carmela e l’aiuta a scappare, quando questa, si nasconde dentro un carretto. Ma vengono raggiunti da Fortunato e viene ucciso con tre colpi di pistola.

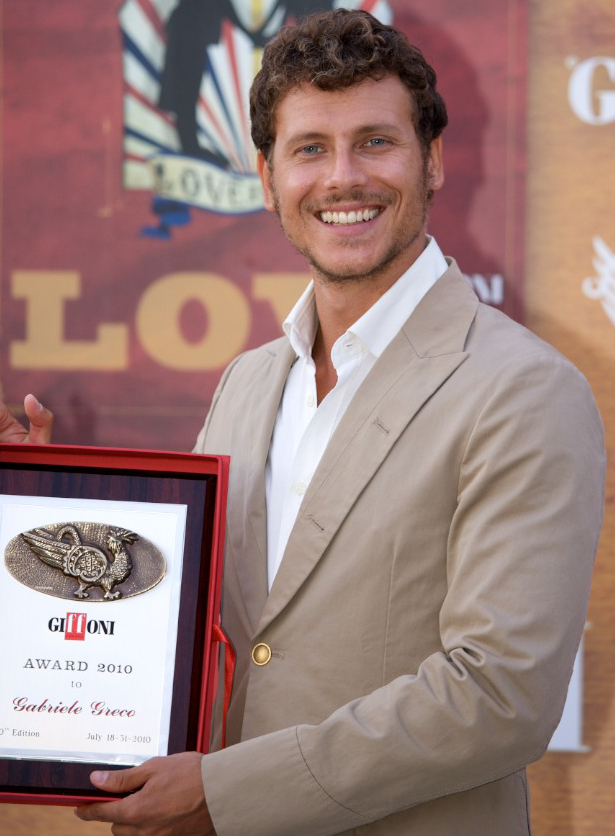
Gabriele Greco ha interpretato Manlio Vascello
Valentina Persia ha interpretato Mimì

### Terza stagione
- Barone Everaldo De Nisi, interpretato da Ray Lovelock (stagione 3), è un barone proprietario della "Liguorum", dopo aver stretto un accordo con Tonio viene ucciso dalla nipote Angelica.
- Fabiola De Nisi, interpretata da Martina Pinto (stagione 3), è l'unica figlia del barone, una ragazza molto bella dallo spirito libero e dolce, innamorata perdutamente di Tonio che si affeziona sinceramente a lei e per questo viene uccisa dalla cugina Angelica per gelosia, che ne simula il suicidio.
- Angelica De Nisi in Fortebracci, interpretata da Lydia Giordano (stagione 3), seconda moglie di Tonio, del quale è fortemente ossessionata, che ha costretto a sposarla; si tratta di una pazza psicopatica, manipolatrice, brutta e cattiva, responsabile degli omicidi del barone De Nisi e sua figlia Fabiola. Tonio la disprezza e odia per le sue azioni al punto tale di sodomizzarla durante i loro rapporti. Dopo l'ennesimo ricatto in cui Angelica minaccia Tonio di non fargli più rivedere la sua amata figlia, Antonia, viene uccisa proprio dal neomarito anche per vendicare la povera Fabiola ed Everaldo.
- Dottor Torre, interpretato da Paolo Lanza (stagione 3), direttore del Banco di Sicilia, ed è il collaboratore principale del barone De Nisi. Viene minacciato da Tonio a collaborare con lui.

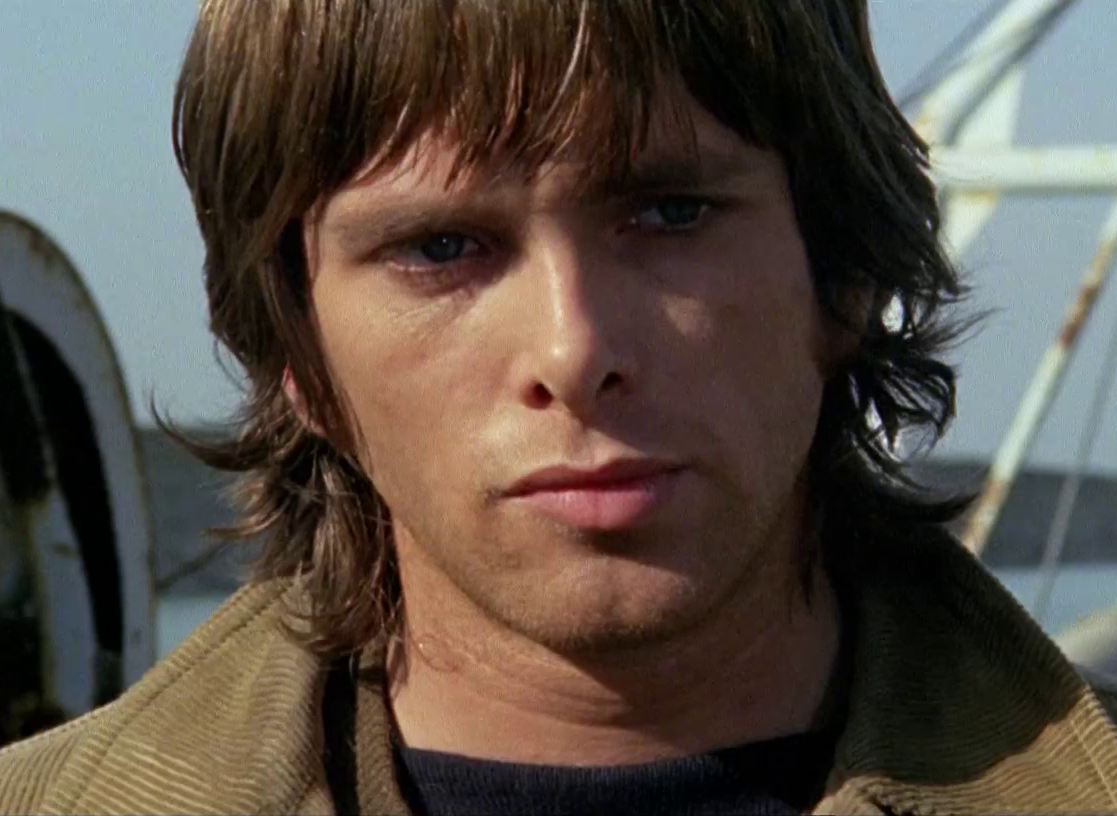
Ray Lovelock ha interpretato Everaldo De Nisi

### Quarta stagione
- Michael O'Keffee , interpretato da Stefano Dionisi (stagione 4), è l'angelo custode di Antonia Fortebracci e in seguito amico di Tonio. Muore in seguito ad una malattia terminale che lo affliggeva da tempo.
- Elisa Bertolaso, interpretata da Raffaella D'Avella (stagioni 4-5), è la madre di Daria.
- Antonia Bertolaso, interpretata da Viola Lucarelli (stagioni 4-5), è la figlia sordomuta di Daria.
- Nelly, interpretata da Nathalie Rapti Gomez (stagione 4), è una killer che inizialmente compie commissioni affidatele da Dante Giordano, essendone l'amante. Avrà anche una relazione con Tonio. Verrà uccisa da Dante, insieme al figlio Michele e a Daniele Mirti per aver assistito alla loro morte.
- Daniele Mirti, interpretato da Luca Loi (stagione 4), è fidanzato con la figlia di Dante Giordano, ma all'insaputa di tutti ha una relazione con Michele Giordano. Verrà ucciso dal padre Lamberto per la sua omosessualità.
- Lamberto Mirti, interpretato da Massimo De Rossi (stagione 4), è il padre di Daniele e grande amico di Dante. Morirà per mano di Maria Pia Giordano, in quanto complice dell'omicidio di Michele.
- Angelo Mirti, interpretato da Federico Rosati (stagione 4), è un killer al soldo della mafia e morirà per mano di Maria Pia Giordano in quanto complice dell'omicidio di Michele.
- Leonardi, interpretato da Giorgio Caputo (stagione 4), è un avvocato e alleato di Tonio.
- Glen, interpretata da Rebecca Hughes (stagione 4), è la fidanzata di Paride De Nicola.
- Vanni, interpretato da Alessio Lapice (stagione 4), è il compagno di cella di Ettore De Nicola.
- Direttore del carcere, interpretato da Orazio Stracuzzi (stagione 4).
- 'U Dotturi, interpretato da Antonio Merone (stagione 4), compagno di cella di Ettore De Nicola.
- 'U Nanu, interpretato da Simone Martucci (stagione 4), compagno di cella di Ettore De Nicola. È una spia, informatore del giudice Savino e del commissario Rolla. Viene ucciso da Ettore durante la sua fuga dopo averlo scoperto.
- Piero, interpretato Diego Verdegiglio (stagione 4), è il maggiordomo di Tonio, spia di Dante Giordano.
- Suor Letizia, interpretata da Roberta Cartocci (stagione 4), aiuta Tonio a proteggere sua figlia Antonia.

Stefano Dionisi ha interpretato Michael O'Keffee

### Quinta stagione
- Robertino De Marchis, interpretato da David Sebasti (stagione 5), spietato capo della Banda della Magliana, viene catturato dagli uomini di Jean Vigò mentre sta torturando Tonio e viene dato in pasto al coccodrillo di sua proprietà.
- Michela Maccaluso, interpretata da Delia Duran (stagione 5), giovane vedova che ospita Tonio nella sua masseria di campagna; ha un figlio di nome Adelchi. Oppressa dal violento cognato, che ha ucciso il marito e che vorrebbe le sue terre, aiuta Tonio a scoprire la sua identità. Viene però uccisa da due sicari di Ettore De Nicola, mandati a uccidere Fortebracci, facendo da scudo a quest'ultimo.
- Immacolata Maccaluso, detta Nonna Eroina, interpretata da Aurora Quattrocchi (stagione 5), nonna di Michela coinvolta del business della droga che lavora per conto di Ettore De Nicola, ospita Tonio in casa sua dopo l'assassinio della nipote. Diventerà ricca grazie a una donazione di Tonio decidendo così di abbandonare la vita criminale.
- Suor Lucia, interpretata da Sara D'Amario (stagione 5), superiora del Convento di Santa Rosalia, amante segreta di Ettore De Nicola di cui è molto innamorata e, involontariamente, è sua complice principale nel losco traffico della droga con i boss americani. Dopo aver scoperto i traffici dell'amato ed essere stata abbandonata da quest'ultimo per Rosalinda, che in precedenza l'ha anche minacciata, devastata dal rimorso e dalla rabbia contro Ettore, si intrufola di nascosto nella festa organizzata dalla contessa Minniti vestita da sposa con l'intento di uccidere De Nicola dopo aver rivelato a tutti i crimini dell'uomo. La donna pentendosi amaramente dei peccati commessi ed incapace di uccidere De Nicola, dopo aver maledetto l'uomo si toglie la vita davanti agli increduli ospiti e lasciando lo stesso Ettore molto sconvolto.
- Emanuela, interpretata da Michelle Carpente (stagione 5), è una delle amanti di Ettore De Nicola, sua complice nel traffico della droga con i boss americani.
- Salvo Maccaluso, interpretato da Giacomo "Ciccio" Valenti (stagione 5), violento cognato di Michela, ucciso e fatto sparire da Tonio.
- Piera Maccaluso; interpretata da Loredana Marino (stagione 5), moglie di Salvo e cognata di Michela.
- Saro Dagò, interpretato da Mimmo Mignemi (stagione 5), è l'uomo che tiene nascosto Tonio Fortebracci per due anni, non avendo il fegato per ucciderlo, come invece gli aveva ordinato Ettore De Nicola. Arrestato dalla polizia, sceglie di diventare collaboratore di giustizia, ma durante il trasferimento in una località sicura, viene ucciso da Ettore De Nicola assieme ai due poliziotti della scorta.
- Assunta Dagò, interpretata da Simona Malato (stagione 5), moglie di Salvatore, fugge con i figli dopo aver consegnato il marito ad Ettore De Nicola.
- Elvira Maino, interpretata da Camilla Ferranti (stagione 5), moglie di Nicola.
- Jean Vigò, interpretato da Marco Vernile (stagione 5), è il capo del Clan dei marsigliesi, fa rapire Tonio ma poi ne diviene un importante alleato.
- Maurice Dupont, interpretato da Riccardo Maria Manera (stagione 5), è il figlio del banchiere di Lugano che si innamora di Antonia Fortebracci e che la aiuterà a mettersi in contatto col padre Tonio, creduto morto dalla figlia stessa. Resterà infine a vivere con Antonia e la sua famiglia ai Caraibi.
- Bruna, interpretata da Stefania Bivone (stagione 5), è la nipote di Nonna Eroina che darà importantissime informazioni a Tonio riguardo al rapimento di Giada e alla scarcerazione di Ettore De Nicola.
- Adelchi Maccaluso, interpretato da Cristian Garipoli (stagione 5), è il figlio di Michela, rimasto orfano. Grazie ai soldi donati da Tonio potrà almeno avere una vita agiata.
- Giosuè Sibilla, interpretato da Francesco Guzzo (stagione 5), è uno dei due fratelli che vengono incaricati dalla contessa Adriana Minniti di uccidere Ettore De Nicola. Verrà sgozzato assieme al fratello da De Nicola stesso. È soprannominato il Ragioniere.
- Furio Sibilla, interpretato da Gianfranco Amato (stagione 5), è il fratello di Giosuè Sibilla che verrà ucciso da De Nicola. È soprannominato il Pazzo.
- Sofia Musacca in Lo Pizzo, interpretata da Carlotta Maggiorana (stagione 5), è la forte, stupenda e fedele moglie di Egidio Lo Pizzo, rimasta vedova in seguito alla morte di quest'ultimo. Molto cara al padrino di New York, Don Salvo, al quale è affezionata e leale, raggiunge l'anziano boss nella sua città dove viene accolta. Sarà lei stessa anche grazie a Vito, ex picciotto di Ettore De Nicola e devoto al padre di Sofia, un uomo influente, a vendicare la morte del marito smascherando l'assassina di Egidio, la scaltra Rosalinda Scianna, di fronte al boss.
- Suzie, interpretata da Lucrezia Fiaschetti (stagione 5), è la compagna di scuola di Antonia a Lugano.
- Cesare, detto Er Bamboletta, interpretato da Federico Tolardo (stagione 5), è un ragazzo che, assieme alla sua banda romana capitanata da Orango, oltre ad uccidere Robertino De Marchis, viene incaricato da Jean Vigò di catturare Tonio. Verrà assassinato da Tonio stesso.
- Orango, interpretato da Renato Zappalà (stagione 5), è il capo di una banda romana cui Jean Vigò affiderà il compito di rapire Tonio Fortebracci.
- Osvaldo, interpretato da Tullio Sorrentino (stagione 5), è uno spietato killer di Ostia assoldato dal commissario Rocchi e dai poteri forti del Vaticano e della politica; per mano sua muoiono Chantal Cusano, fatta sbranare dal suo cane, e Daria Bertolaso, la cui morte viene fatta passare per un suicidio. Sulle tracce di Tonio e Giada, rifugiatisi nei Caraibi, tenta invano di intercettare una chiamata fra il banchiere Dupont ed il figlio per capire dove si trovino i Fortebracci, ponendo così fine alla loro caccia.
- Direttrice del convento, interpretata da Maria Letizia Gorga (stagione 5)
- Nuccio, interpretato da Giancarlo Commare (stagione 5), è il ragazzo che riconosce Tonio al mercato nero, mentre quest'ultimo sta acquistando una pistola. Lo va dire a Ettore De Nicola.
- Vito, interpretato da Christian Laiontini (stagione 5), scagnozzo di Ettore De Nicola.

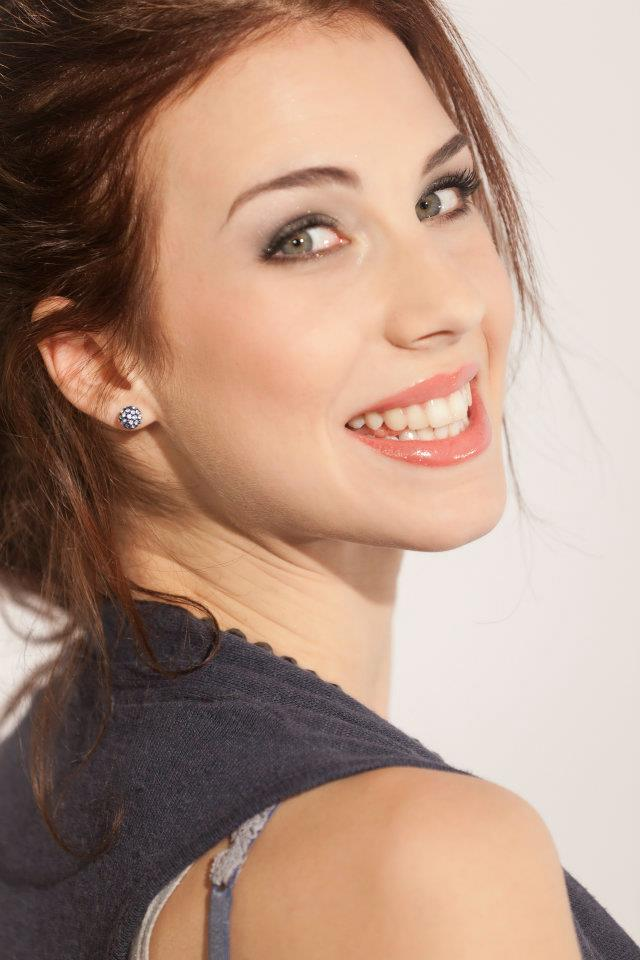
Michelle Carpente ha interpretato Emanuela
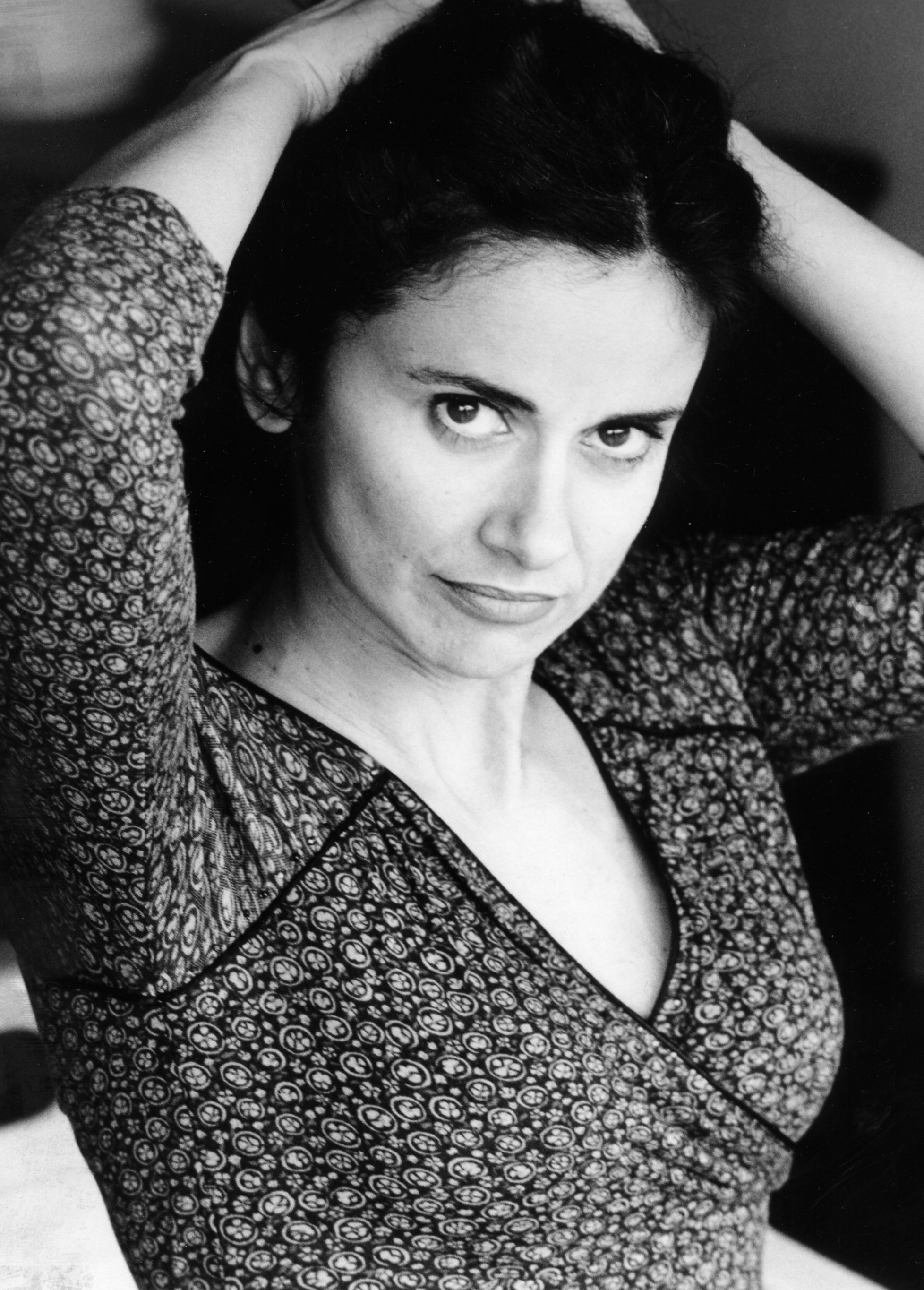
Loredana Marino ha interpretato Piera Maccaluso
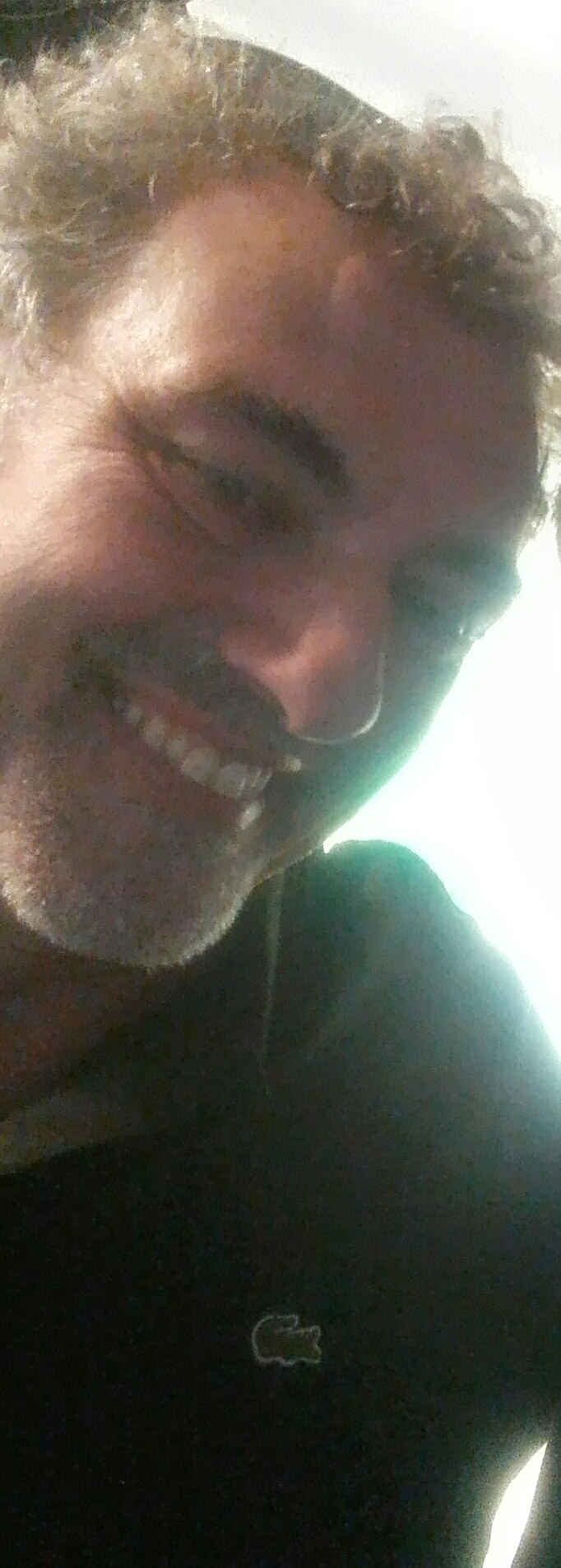
Giacomo Valenti ha interpretato Salvo Maccaluso

## Forze dell'ordine
- Commissario Cantavalle, interpretato da Manfredi Aliquò (stagioni 1-2), fidato collega di Santi Fortebracci, viene ucciso su un treno da Fortunato Di Venanzio mentre scorta il corrotto commissario Maffei, anch'egli ucciso.
- Procuratore Giulio Donelli, interpretato da Federico Scribani (stagioni 1-4), è il procuratore torinese che conduce le indagini contro la mafia dalla prima stagione. Costituisce il pool antimafia a Torino e viene subito affiancato da Santi Fortebracci e dopo la sua morte i suoi alleati sono Francesca De Santis e Renè Rolla.
- Commissario Maffei, interpretato da Sergio Romano (stagione 2), è un commissario al servizio della mafia, viene ucciso dopo aver minacciato Rodolfo di Venanzio e aver deciso di collaborare con Santi.
- Vice Commissario Muccillo, interpretato da Marco Aceti (stagione 2), è il vice commissario di Maffei, anche lui corrotto e spia della mafia, avvisa Rodolfo di Venanzio di tutti gli spostamenti del giudice Fortebracci. Viene ucciso da Tonio nell'ultimo episodio con un colpo di pistola alla testa e fatto passare per un informatore della polizia.
- Giudice Francesca De Santis, interpretata da Alessandra Martines (stagioni 2-3), arriva da Torino a sostituire Santi Fortebracci e conta sull'appoggio del fratello dell'ex giudice, Tonio Fortebracci. Il nuovo procuratore di Sirenuse si impone immediatamente e porta una ventata di speranza e di cambiamento in procuro, questo sarà motivo di scontro con il Procuratore capo Trapanese. Francesca, aiutata da Tonio, riesce a far arrestare dei pericolosi narcotrafficanti libanesi e diversi uomini dei Di Venanzio, bloccando così un grosso carico di droga e scoprendo che i responsabili della morte di Santi e Nicolas Fortebracci sono Fortunato e Rodolfo Di Venanzio. Quando Tonio viene ferito, la De Santis fa nascondere la famiglia dell'uomo e lo convince a diventare collaboratore di giustizia. Riesce anche a far luce sull'omicidio della figlia della Tripolina, Venere De Nicola e sulla morte dei figli dei capi-cosca. La sua condanna a morte è dunque segnata e nonostante Tonio riesca a salvarla inizialmente, fa da scudo umano all'uomo che non ha mai smesso di amare, morendo fra le sue braccia. Devastato e furioso per la sua morte, Tonio, riconoscendo che Francesca non si è mai tirata indietro per aiutarlo, non esita a vendicarla.
- Francesco/Giovanni/Luigi De/La Rosa, interpretato da Nunzio Bertolami (stagioni 2-5), lavora nella procura di Sirenuse prima per la giudice De Santis, poi per il commissario Rolla ed infine per Daria Bertolaso, che lo incarica di trovare delle carte che possano incriminare il procuratore Trapanese di collusione con la Mafia, ma proprio mentre sta per consegnarle un importante documento, muore investito da una macchina, e la sua borsa viene rubata dal commissario Rocchi. Ci sono state alcune incongruenze sul nome di regia assegnato a questo personaggio: nella seconda stagione, gli viene assegnato il nome esordiente di Giovanni La Rosa, mutato nella terza stagione in Luigi De Rosa. L'ultima modifica del suo nome risale alle ultime due stagioni, il cui definitivo è Francesco De Rosa.
- Commissario Renè Rolla, interpretato da Francesco Testi (stagioni 3-4), ex marito di Francesca De Santis, arriva in Sicilia in aiuto del magistrato. L'uomo comprende subito che Francesca non è più lucida ed è innamorata di Fortebracci. Sarà lui a prendere il posto dei defunti Santi Fortebracci e Francesca De Santis nella lotta contro la mafia. La sua ossessione è riuscire a catturare Tonio che considera responsabile della morte della moglie. Dopo aver arrestato Ettore De Nicola e l'ex procuratore Trapanese grazie alla testimonianza di Paride De Nicola riesce ad arrestare anche Tonio Fortebracci che poi riesce ad evadere. Morirà mitragliato da Ettore De Nicola.
- Giudice Savino, interpretato da Salvatore Lazzaro (stagione 4), è il giudice che si occupa del processo di Tonio Fortebracci.
- Ispettrice Daria Bertolaso, interpretata da Dar'ja Bajkalova (stagioni 4-5), è un avvocato che lavora nello studio legale che segue il processo di Tonio Fortebracci. Tonio si serve di Daria per farsi assolvere e intimidire un testimone e la ragazza verrà licenziata e accusata di corruzione dal commissario Rolla ma poi viene creduta e i due diventano amici e si fidanzano. Dopo due anni Daria è diventata ispettore di polizia a Sirenuse. Daria s'innamora del giudice romano Nicola Maino. La ragazza sta per sposarsi con Maino, ma la sua ex-moglie dice di essere incinta e di aver avuto una relazione con lui ultimamente, perciò Daria lascia Nicola e lo costringe a chiedere il trasferimento. A seguito delle indagini su una raffineria, verrà punita con la morte da Osvaldo il killer.
- Commissario Slvio Rocchi, interpretato da Toni Garrani (stagione 5), commissario di Sirenuse e collega di Daria, si scopre essere in realtà una talpa al servizio dei poteri forti.
- Procuratore Nicola Maino, interpretato da Bruno Eyron (stagione 5), nuovo sostituto procuratore, incorruttibile, lascia la moglie Elvira per sposare Daria. Una volta scoperto che la moglie è incinta, viene fatto trasferire dalla sconvolta Daria. Tuttavia dopo la morte di Daria, decide di annullare il trasferimento per provare la colpevolezza del commissario Rocchi.
- Caruso, interpretato da Mario Ermito (stagione 5), poliziotto della procura di Sirenuse che aiuta nelle indagini contro la mafia.
- Brigadiere Calosci, interpretato da Gigi Garetta (stagione 5), brigadiere e talpa per conto di Ettore De Nicola. Cerca di ammazzare Tonio Fortebracci in cella ma questi lo blocca e lo stordisce, ma dopo aver rubato i documenti a De Rosa, viene eliminato dalla mafia, perché ormai non è più utile.
- Giuffrida, interpretato da Daniele Perrone (stagione 5), poliziotto della procura di Sirenuse come Caruso che aiuta nelle indagini contro la mafia.
- Giuseppe Viganò, interpretato da Walter Nestola (stagione 5), poliziotto della procura di Sirenuse. Viene ucciso dal brigadiere Calosci.

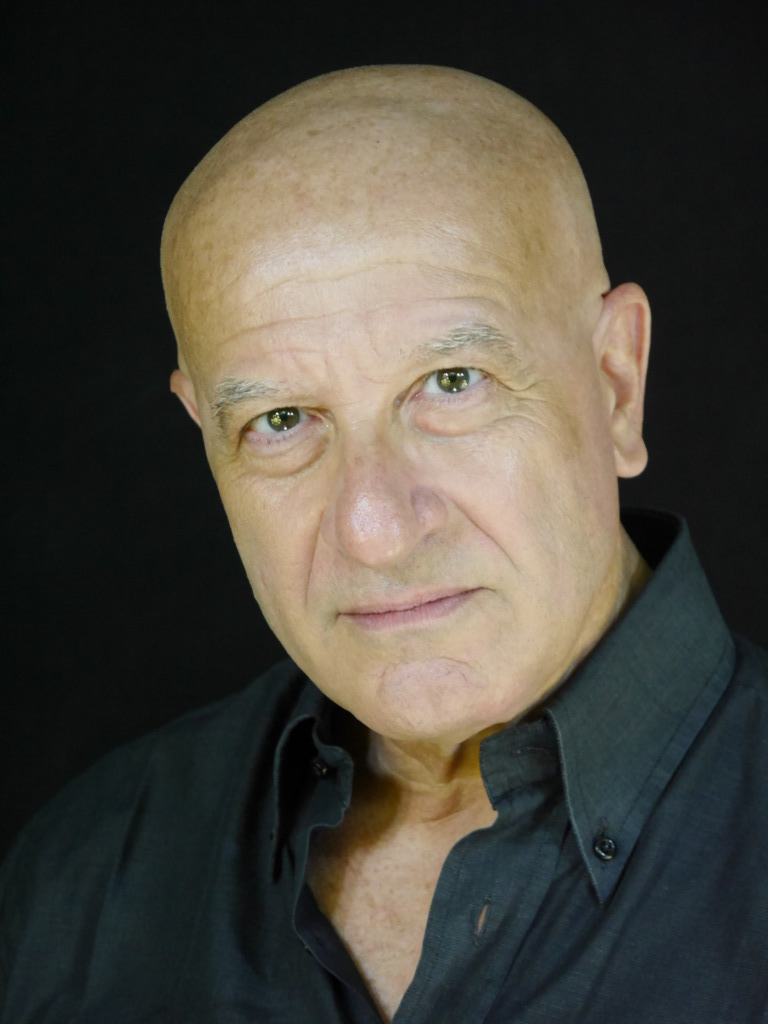
Manfredi Aliquò ha interpretato il commissario Cantavalle
Alessandra Martines ha interpretato Francesca De Santis